# 新交通システム
新交通システム（しんこうつうシステム）とは、日本の都市交通システムのうちで、
- 広義には、新規の技術開発によって従来の鉄道とは異なる機能や特性をもつ交通手段（AGT、モノレール、リニアモーターカー等）及び既存の交通手段に改革を行うことで発展させた新しい交通システム（ライトレール、デマンドバス、ライド・アンドライド・システム等）の総称[1]。
- 狭義には Automated Guideway Transit （AGT, 自動案内軌条式旅客輸送システム）のみを指す[1]。

## 概念
広義の「新交通システム」は新規の技術開発によって従来の交通機関とは異なる機能や特性をもつ交通手段や既存の交通手段に改革を行うことで発展させた新しい交通システムのことであり、これらは主に中量輸送を対象とする公共交通システムである（中量軌道輸送システムも参照）。
国土交通省では、「動輪にゴムタイヤを使用した案内軌条式鉄軌道 (AGT) や、ガイドウェイバスなど、従来の鉄道とは異なる新しい技術を用いた中量軌道輸送システム」とされているが、あくまでさまざまな形態のものを包含する概念とされており、決まった定義はない。日本産業規格（JIS）では、懸垂式鉄道及び跨座式鉄道、案内軌条式鉄道、無軌条電車、鋼索鉄道並びに浮上式鉄道を「特殊鉄道」として扱っている。
路線の一般道などとの立体交差・自動運転・無人運転のシステムが多く、このうち AGT とモノレールが現在最も普及している。多くの新交通システムは日本万国博覧会、沖縄国際海洋博覧会、神戸ポートアイランド博覧会、国際科学技術博覧会、バンクーバー国際交通博覧会、'88さいたま博覧会、横浜博覧会、国際花と緑の博覧会、2005年日本国際博覧会等の博覧会で試験的に運行されたり、博覧会に合わせて開業される路線もあり博覧会と新交通システムの関係は密接につながっている。博覧会での運行は実用化に向けた試金石でもありその後の実用化に少なからず影響を与える。現在、運行されている新交通システムの原型はその大半が以前に開催された博覧会で運行されたもので、博覧会での運行結果が芳しくなかったものは実用化に至らないことが多い。営業路線として実用化していないものに電波磁気誘導式のバスシステムIMTSがある。

## 分類
1971年の運輸省運輸技術審議会では、新交通システムは「連続輸送システム」「軌道輸送システム」「無軌道輸送システム」「複合輸送システム」の4つに分類された。ここでは日本交通計画協会の新交通システムの分類を元に、「新交通システム」と呼称される場合があるものを一覧する。

### 連続輸送システム
- 動く歩道
- エスカレーター（急勾配システム）

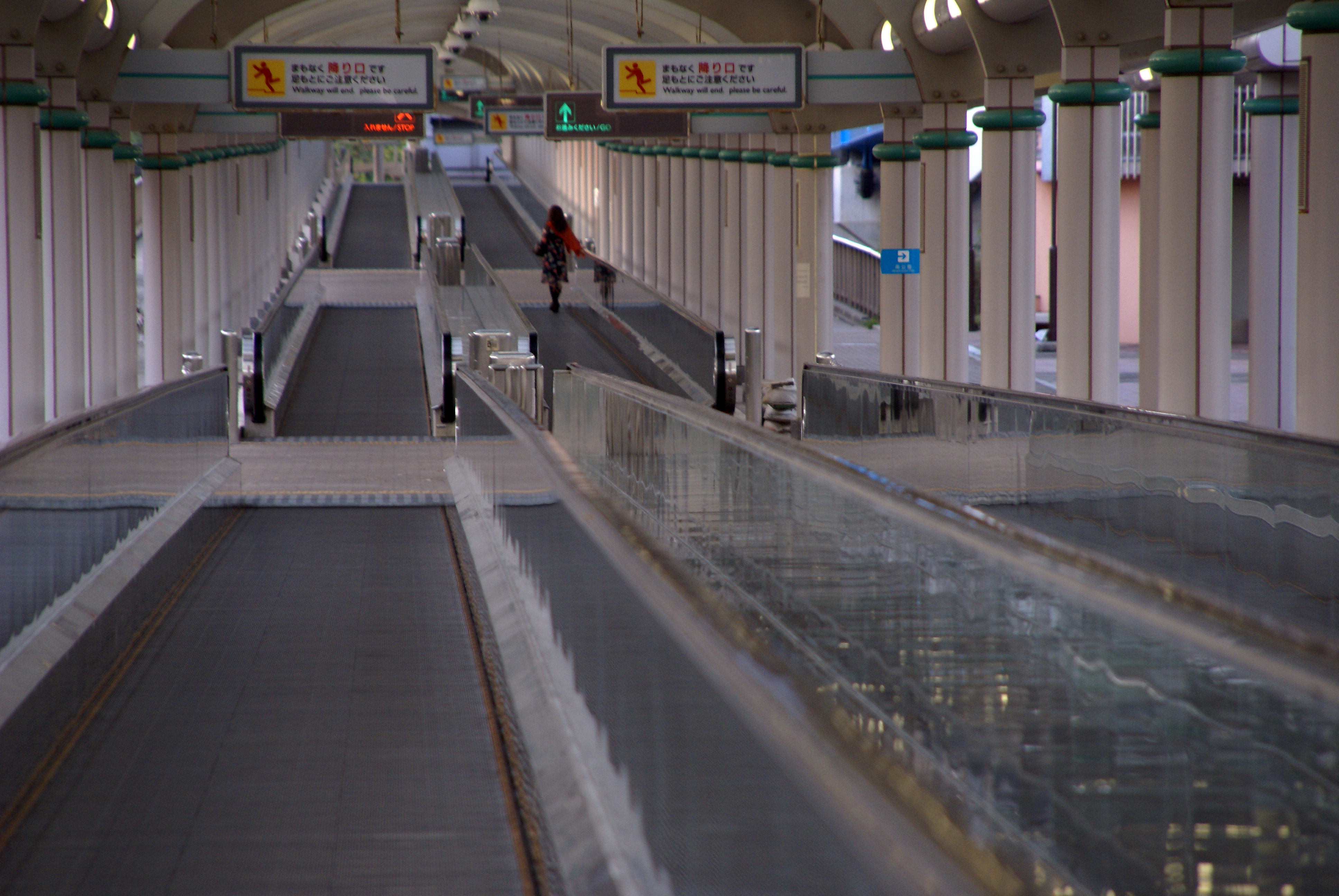
動く歩道（ポートアイランド）
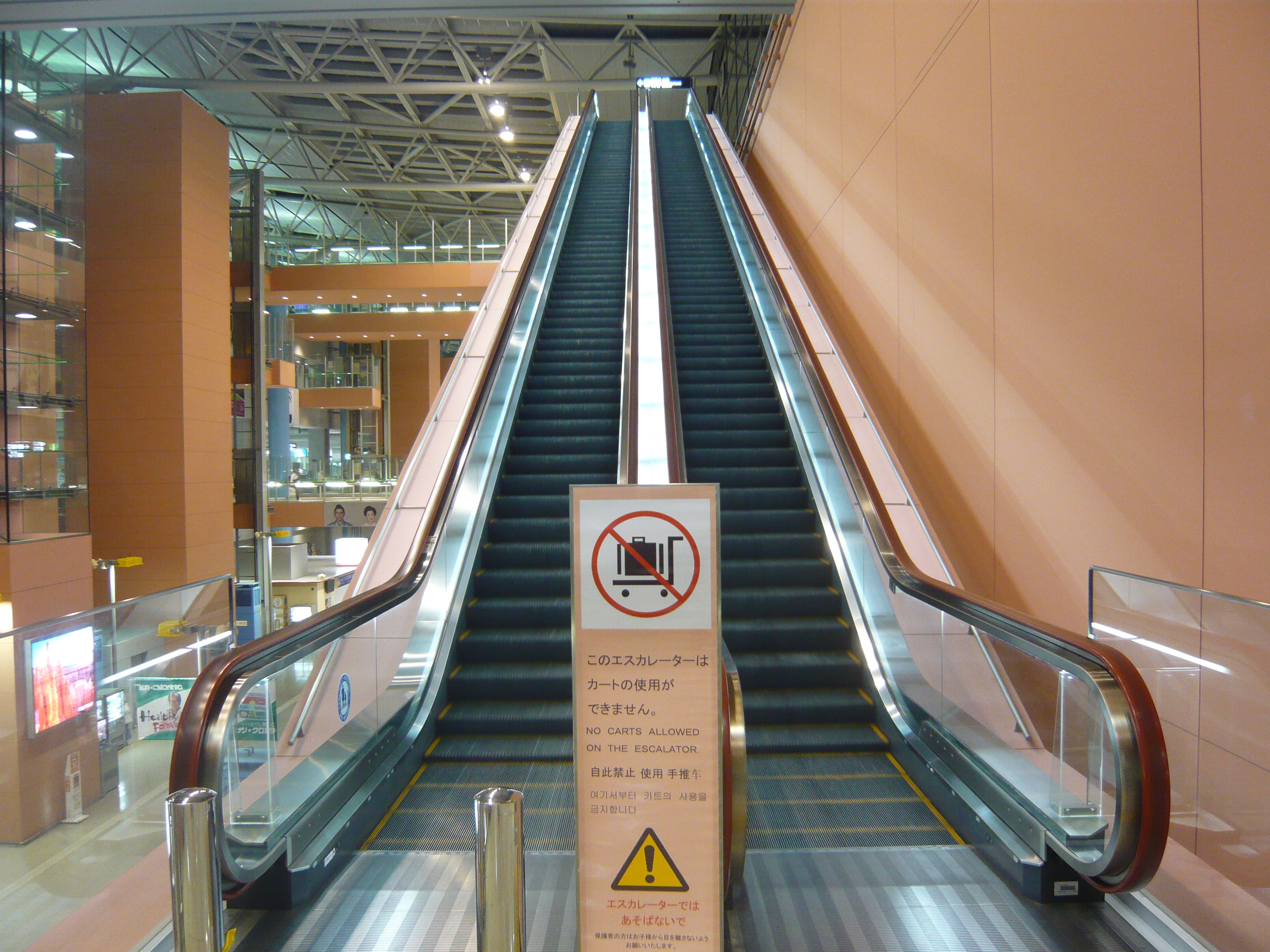
エスカレーター（関西国際空港）

### 軌道輸送システム

#### 車上動力

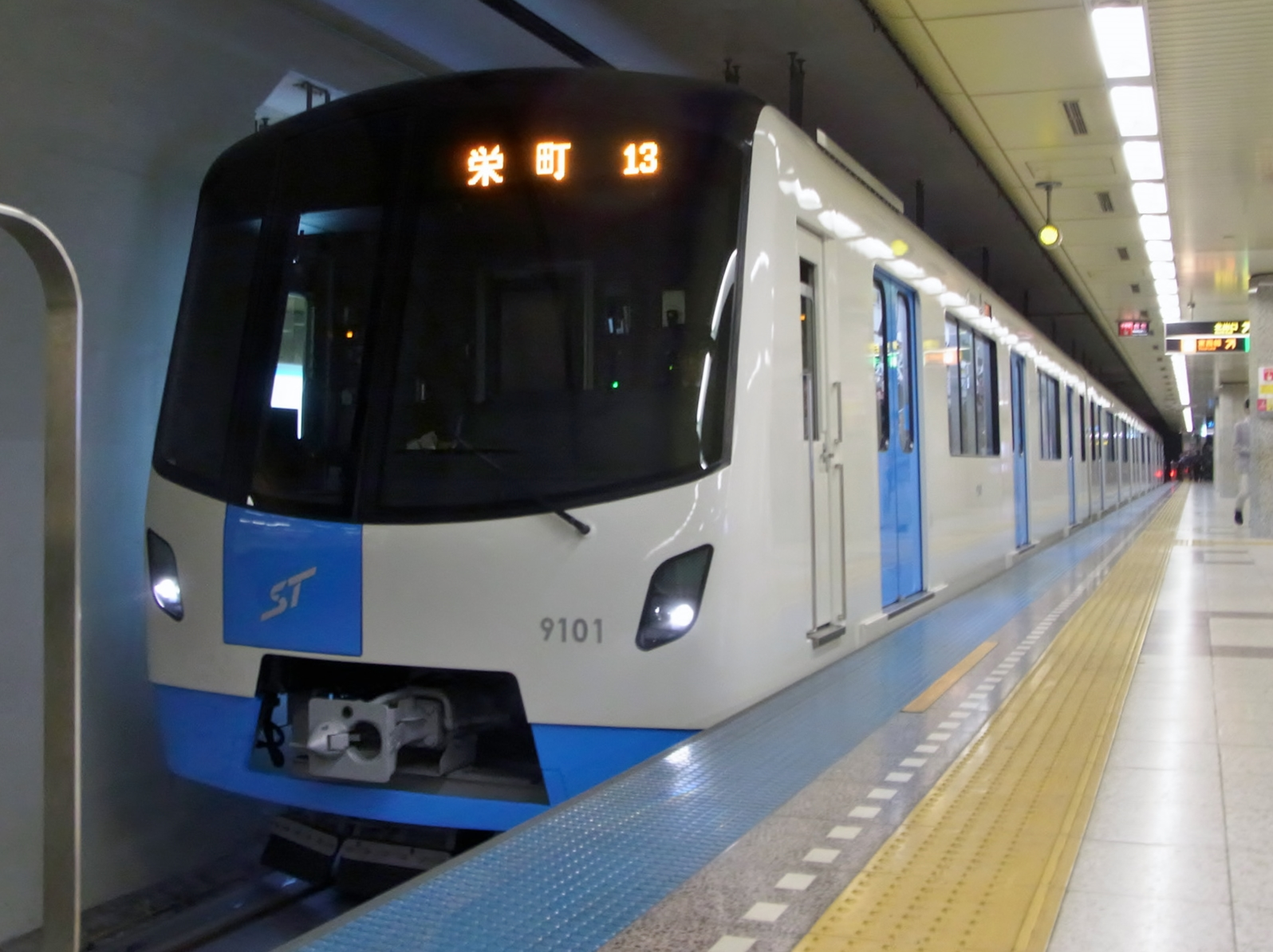
ゴムタイヤ式地下鉄（東豊線）

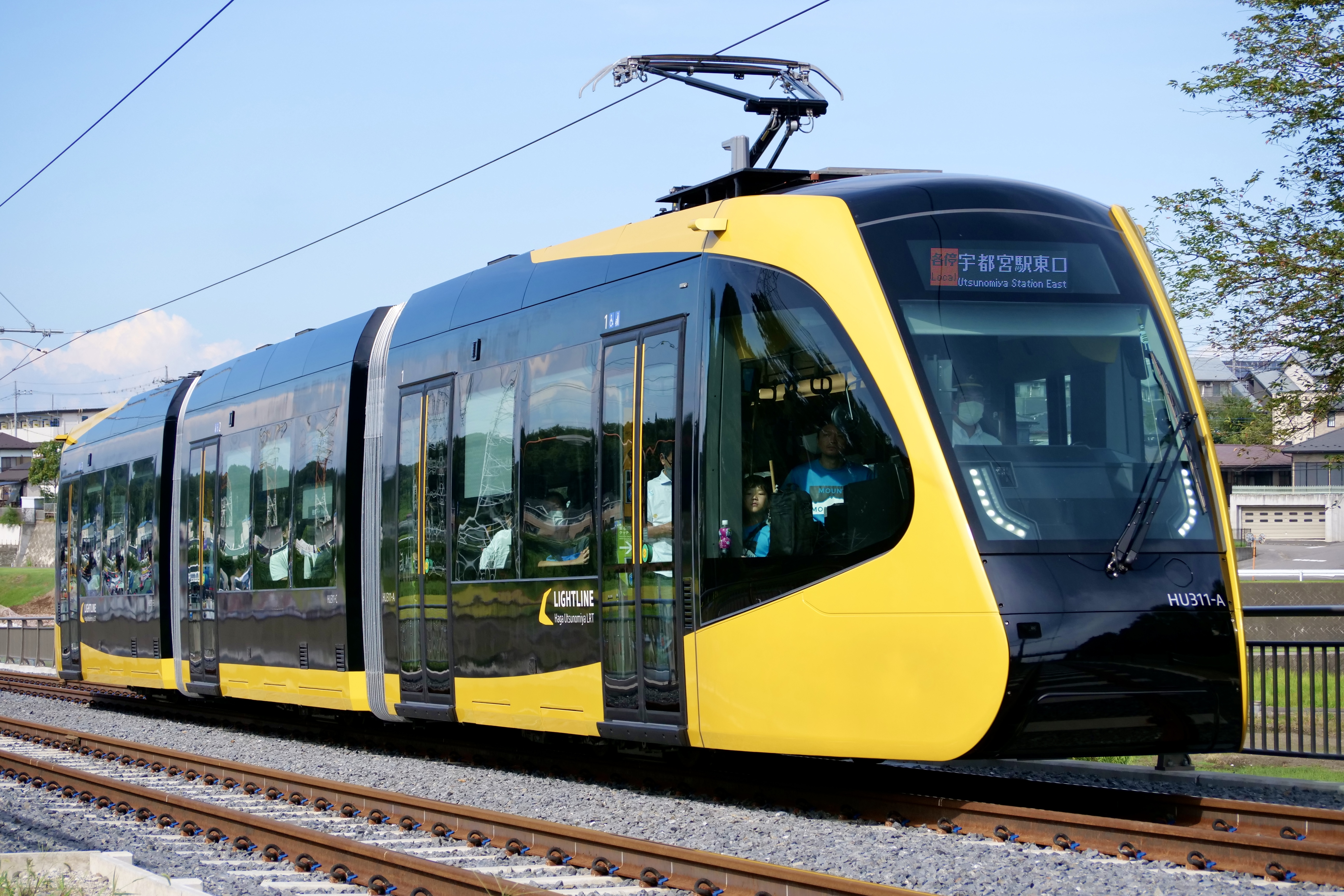
LRT（宇都宮ライトレール）
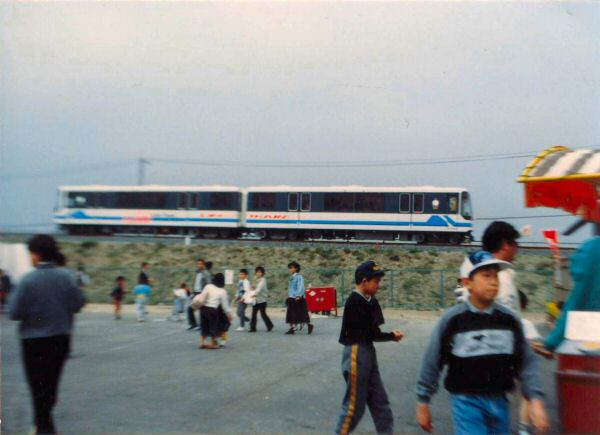
リムトレン
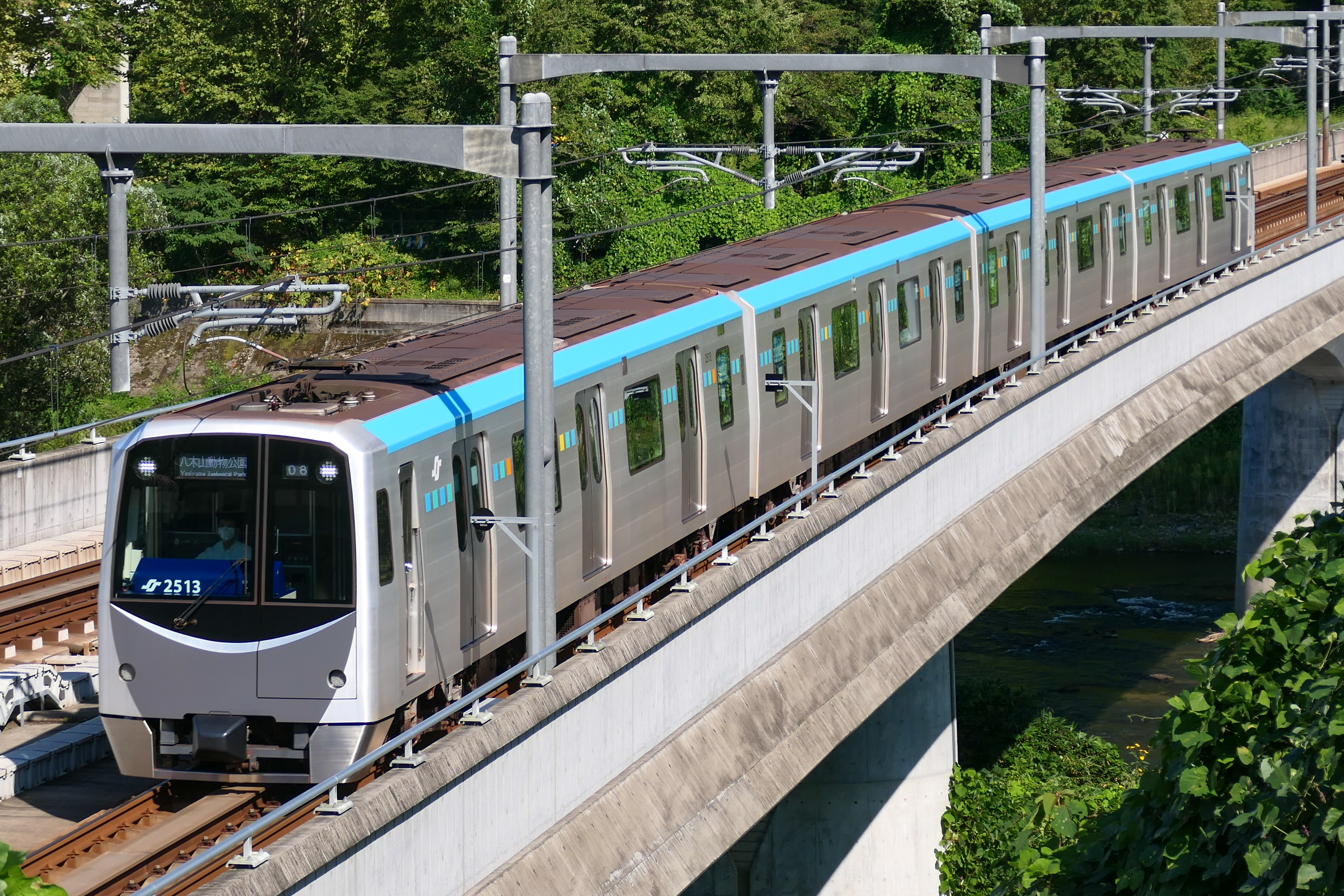
ミニ地下鉄（東西線）

自動案内軌条式旅客輸送システム (AGT：Automated Guideway Transit)
ゴムタイヤ車輪の小型軽量車両が自動運転により走行する案内軌条式鉄道で国内外でも普及している。先述のように狭義の「新交通システム」はAutomated Guideway Transit（AGT）のみを指す。
| - APM (Automated People Mover) 開発：ウェスティングハウス・エレクトリック（米） - AIRTRANS 開発：LTV Aerospace（米） - 個人用高速輸送システム (PRT：Personal Rapid Transit) 開発：ボーイング（米） - VAL (仏: Véhicule Automatique Léger) 開発：マトラ（仏）（現在はシーメンス） - K-AGT（Korean Automated Guideway Transit） 開発：韓国鉄道技術研究院、宇進産電他30機関以上 - CVS (Computer-Controlled Vehicle System) 開発：通商産業省、東京大学、三菱重工業他民間8社 - KRT (KOBELCO Rapid Transit) 開発：神戸製鋼所、日商岩井 - FAST（Fuji Advanced System of Transportation） 開発：富士車輌、日本鋼管、日本綿花 | - PARATRAN（Public and Automated Rapid Transportation System） 開発：東急車輛製造、日立製作所 - MAT（Mitsubishi Automatic Transportation System） 開発：三菱重工業、三菱電機、三菱商事 - VONA (Vehicle Of New Age) 開発：日本車輌製造、三井物産 - NTS（Newtran System） 開発：新潟鐵工所、住友商事 - KCV (Kawasaki Computer Control Vehicle) 開発：川崎重工業 - 標準型 1983年に日本交通計画協会によって定められた標準規格 - 普及型 2000年頃より廉価なシステムとして定められた規格 - ストリーム 開発：三井物産 |

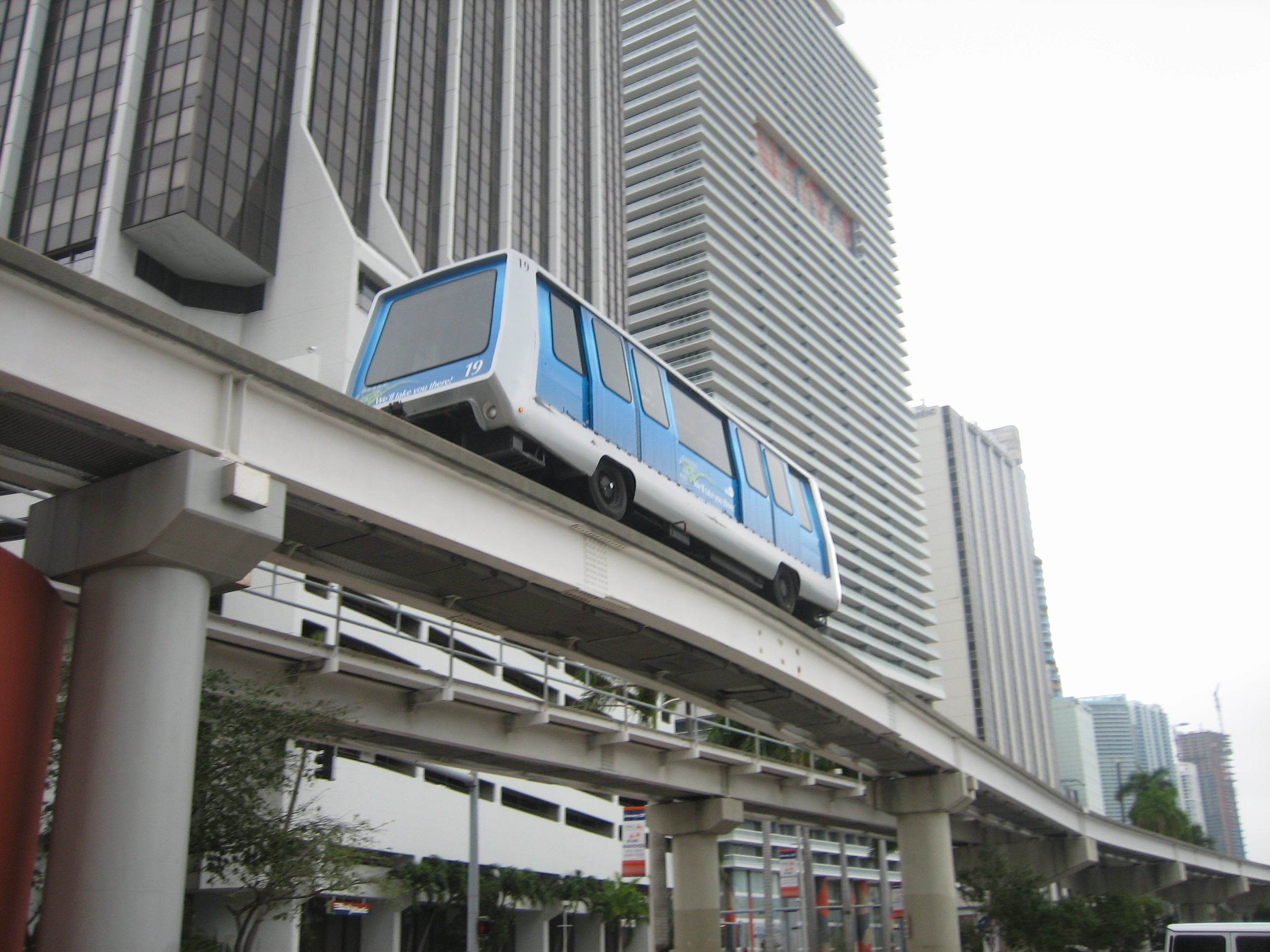
APM （米：メトロムーバー）
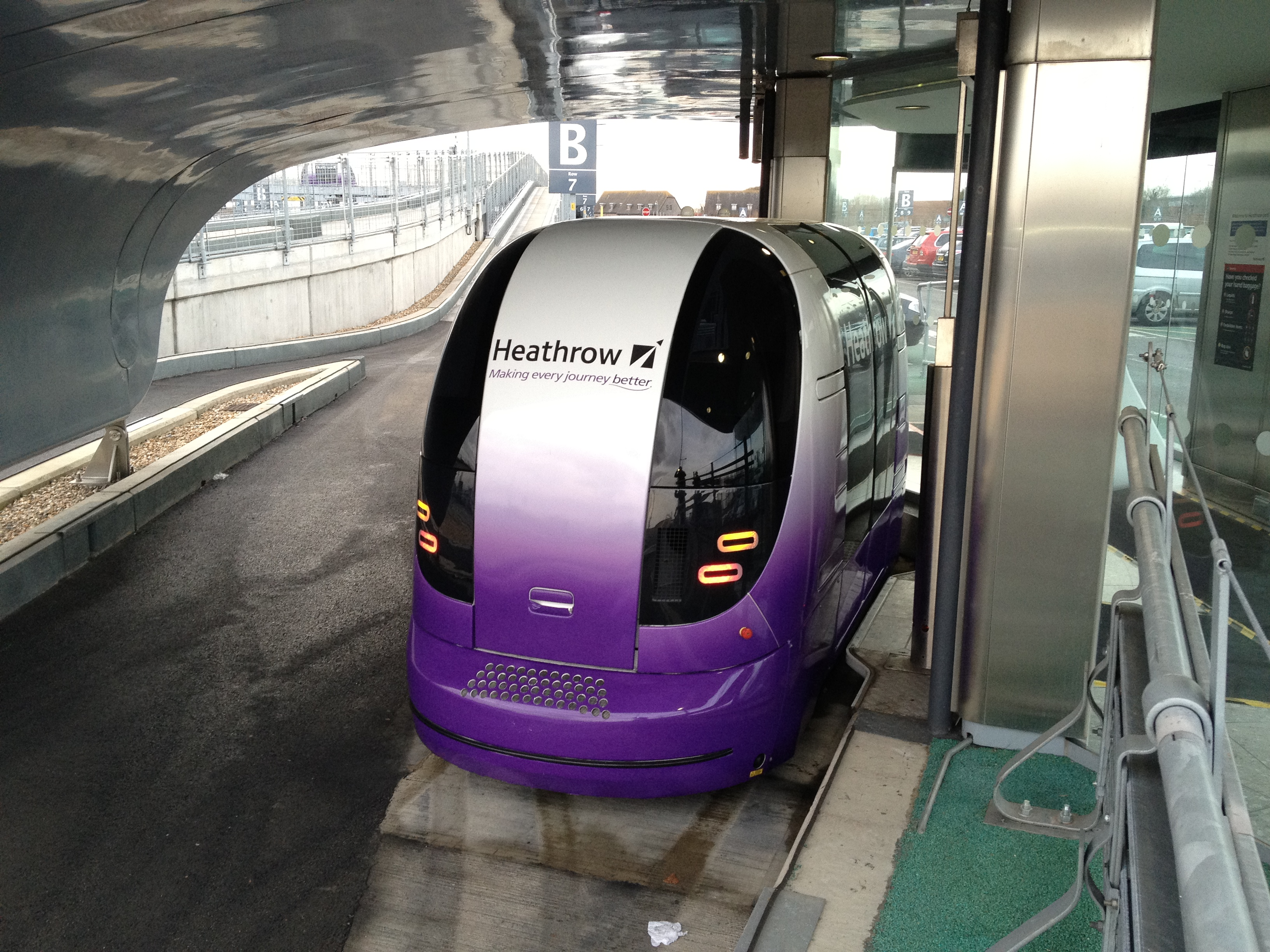
PRT （英：ULTra）
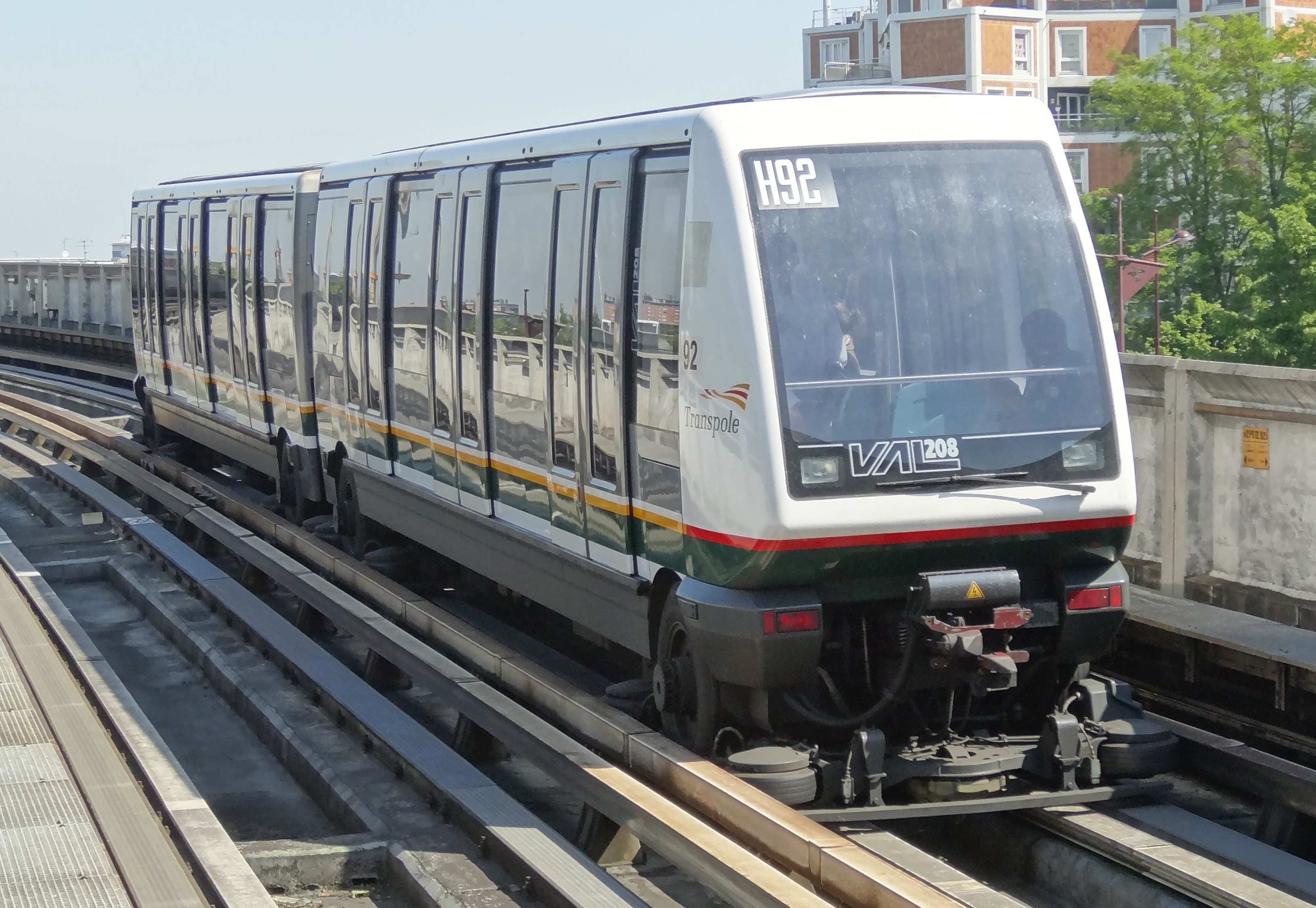
VAL （仏：リールメトロ）
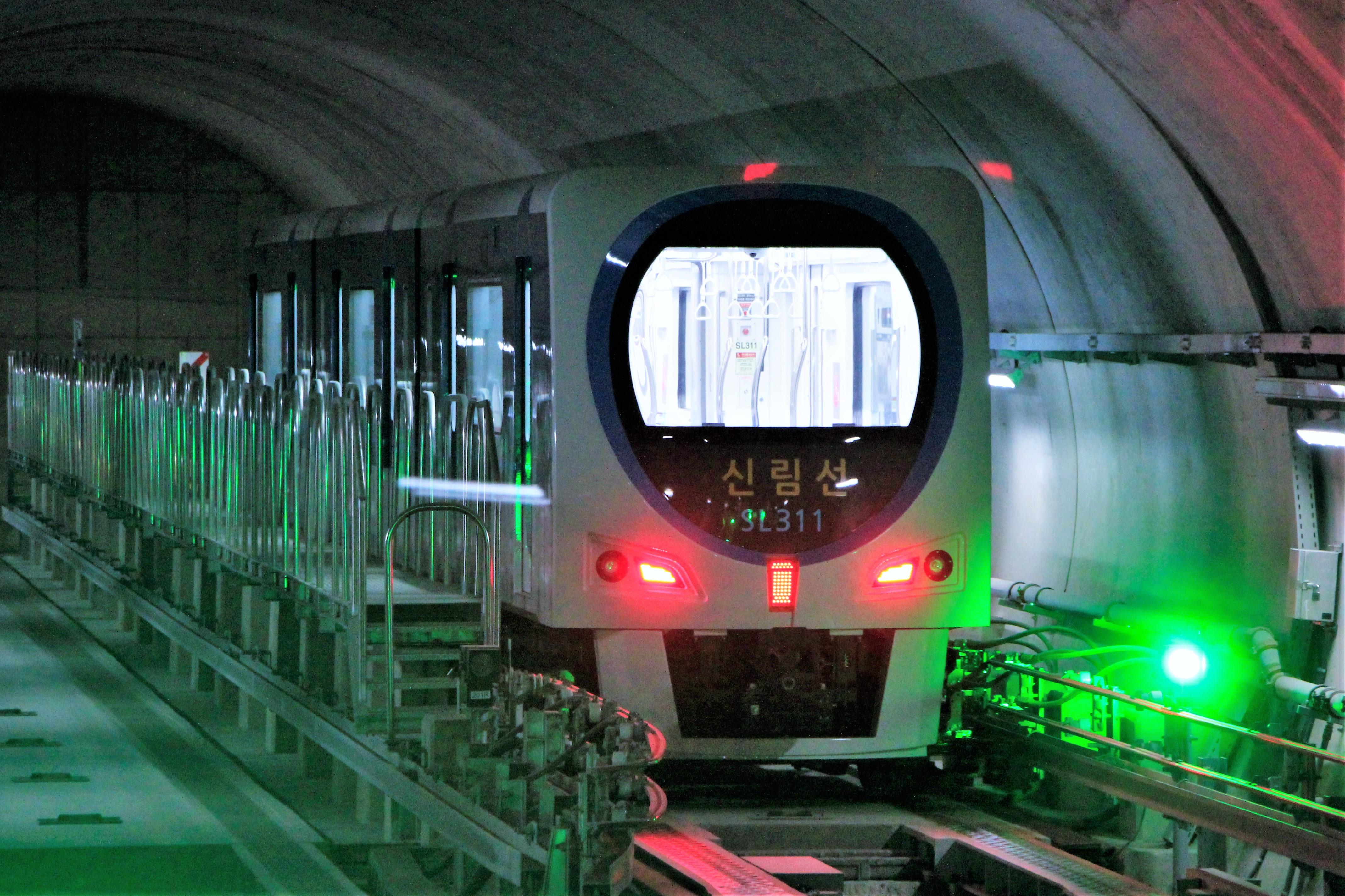
K-AGT （韓：新林線）
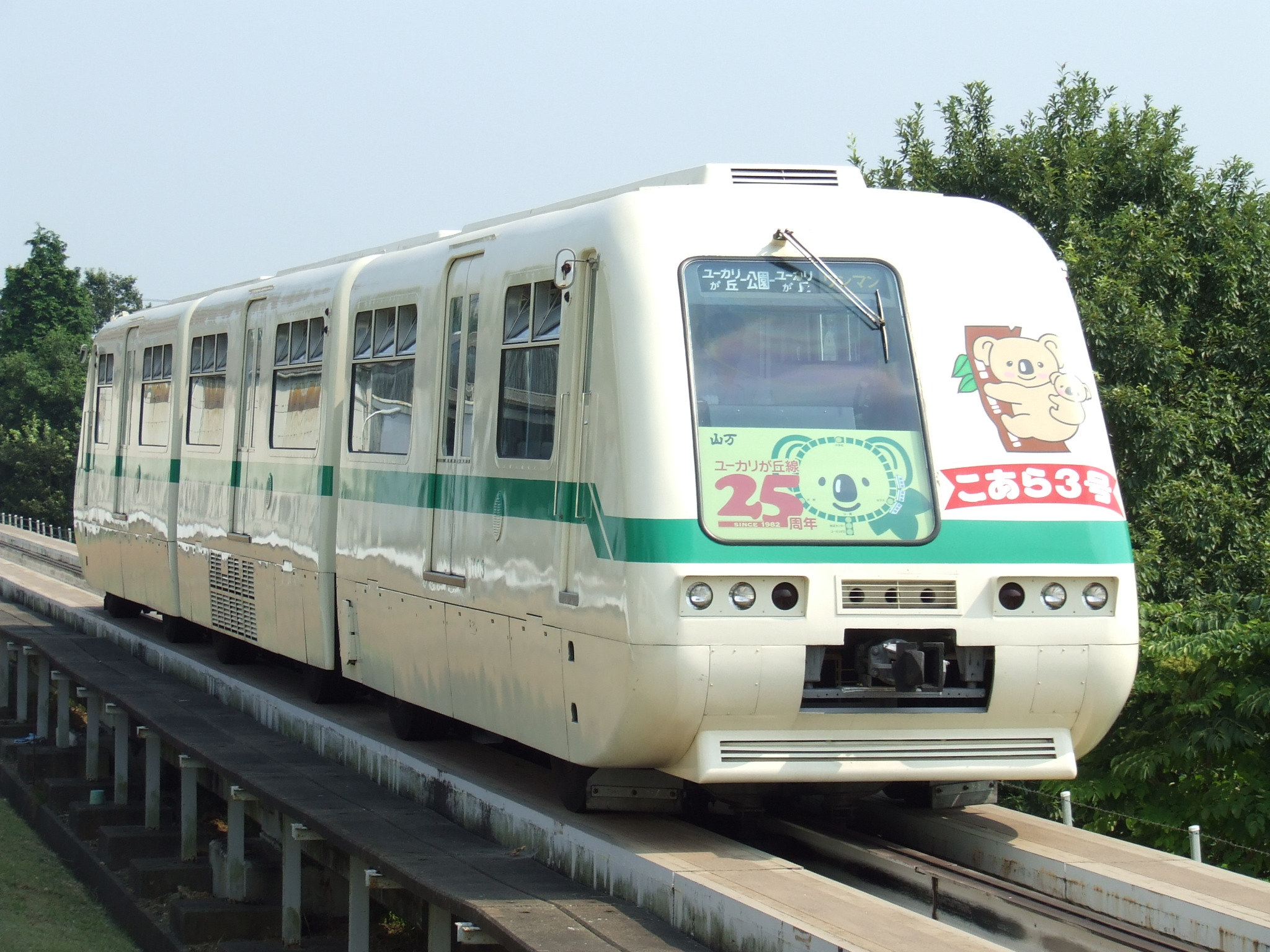
VONA （ユーカリが丘線）
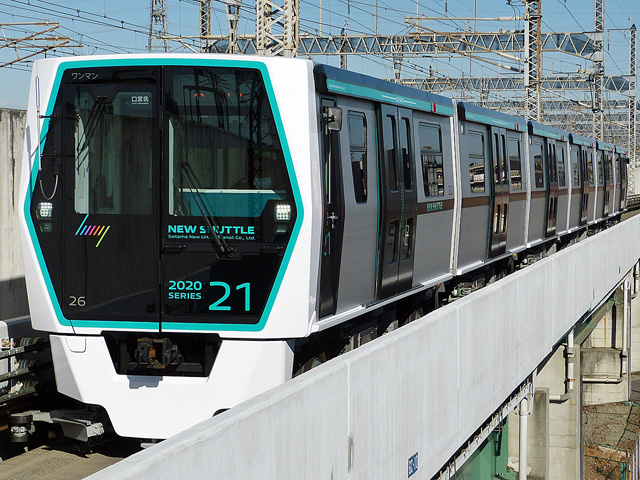
NTS （ニューシャトル）
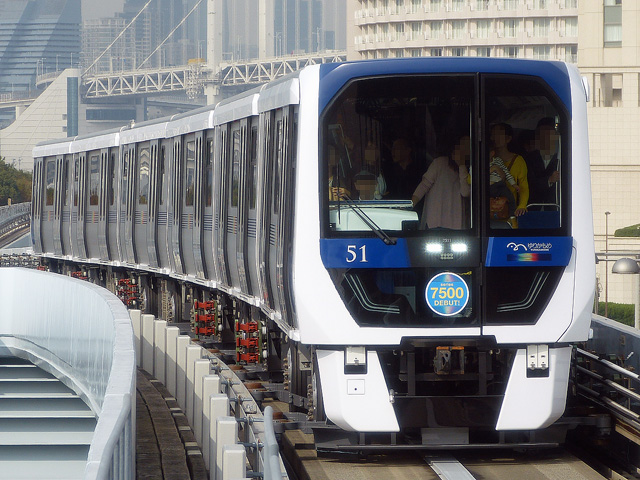
AGT標準型 （ゆりかもめ）

ゴムタイヤ式地下鉄
案内軌条に従って走行するゴムタイヤ車輪の地下鉄。案内軌条式鉄道の一種。
- ゴムタイヤ式地下鉄（東豊線）

ゴムタイヤトラム
路面電車とトロリーバスの長所を併せ持つゴムタイヤ車輪の交通輸送機関。
- トランスロール
開発：ロール・インダストリー
- 智軌（Autonomous Rail Rapid Transit 略して ART）
開発：中国中車

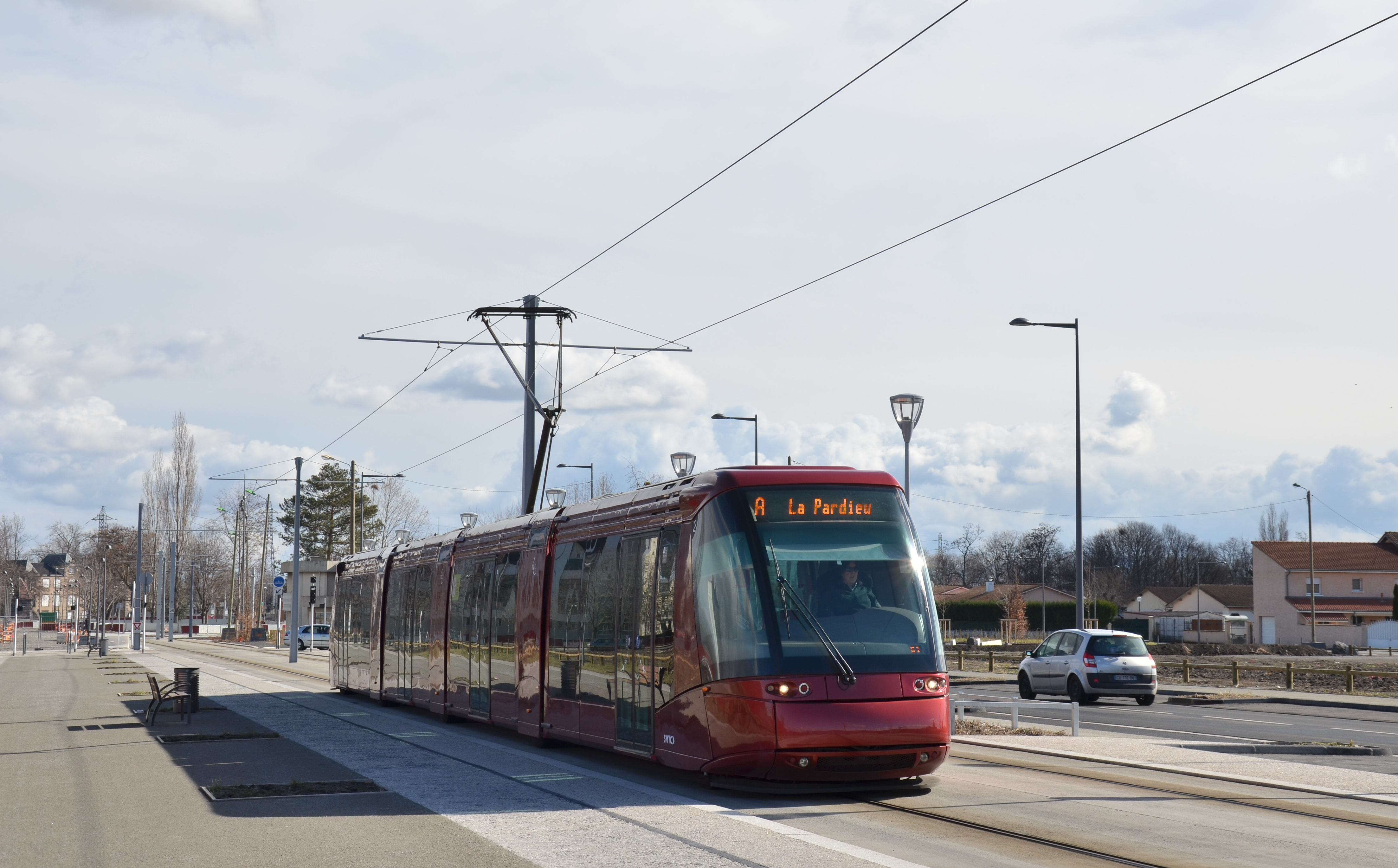
仏：トランスロール
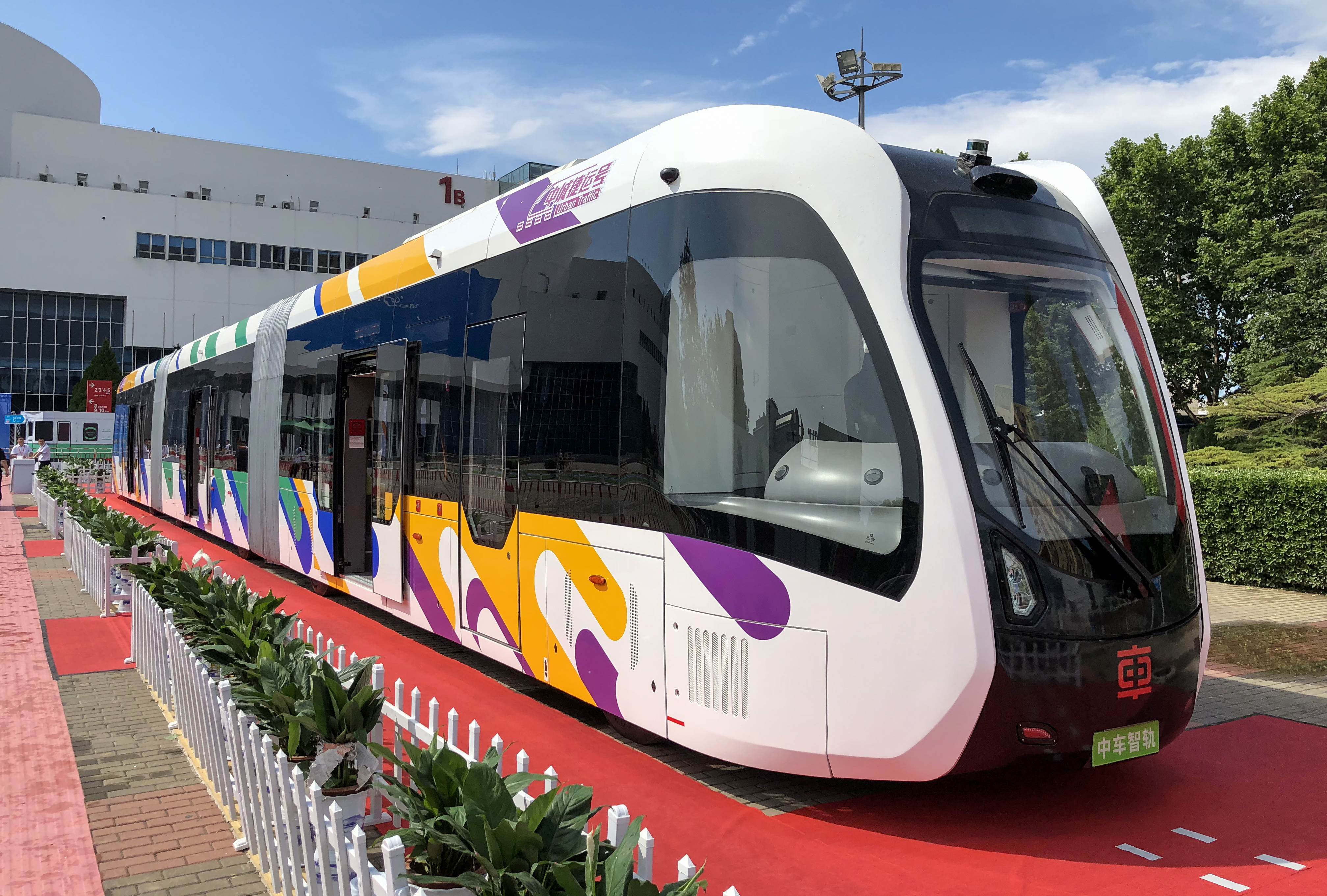
中：智軌

磁気浮上式鉄道
磁力により車体を軌道から浮上させて推進する、いわゆる一般的な意味での「リニアモーターカー」のこと。
- HSST (High Speed Surface Transport)
開発：日本航空
- トランスラピッド
開発：トランスラピッド（独）

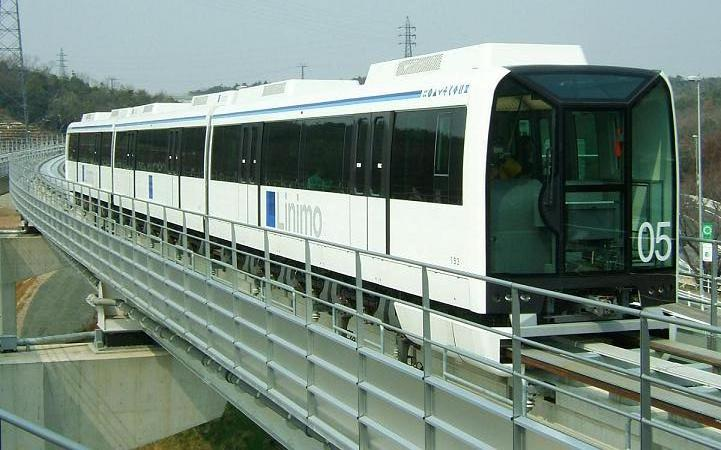
HSST（リニモ）
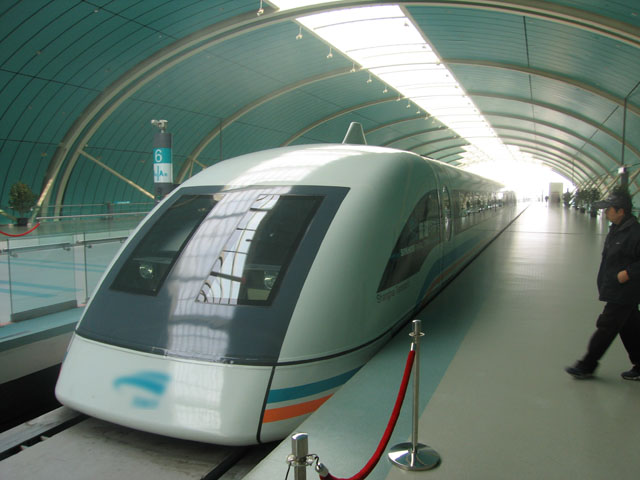
トランスラピッド（中：上海トランスラピッド）

モノレール
1本の軌条により進路を誘導されて走る軌道系交通機関。
| 懸垂型 - SIPEM 開発：シーメンス（独） - ランゲン式 開発：オイゲン・ランゲン（独） - 上野式 開発：東京都交通局、日本車輌 - サフェージュ式 開発：SAFEGE（仏）、三菱重工業 - Iビーム式 後述のスカイレールはこの方式の一種でもある - スカイウェイ 開発：スカイウェイ・グループ（白） | 跨座型 - アルヴェーグ式 開発：アクセル・ヴェナー＝グレン - ロッキード式 開発：ロッキード（米）、川崎重工業 - 日本跨座式 1967年度に運輸省によって定められた標準規格 - BTM (Belt type Transit system by Magnet) 開発：日本電設工業 - ミニレール 開発：泉陽興業 - スロープカー 開発：嘉穂製作所 |

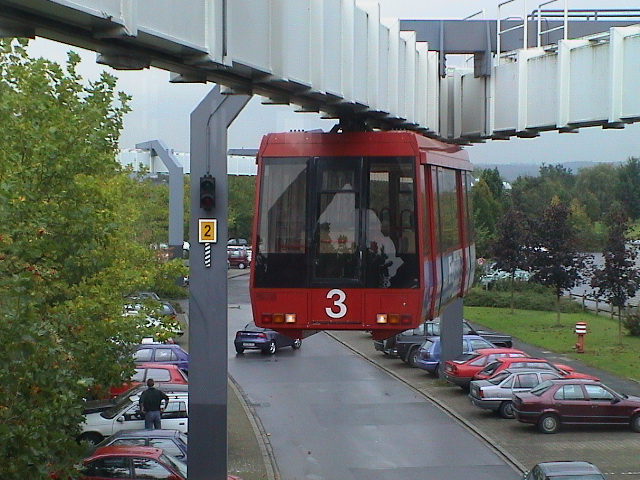
SIPEM（独：H-Bahn）
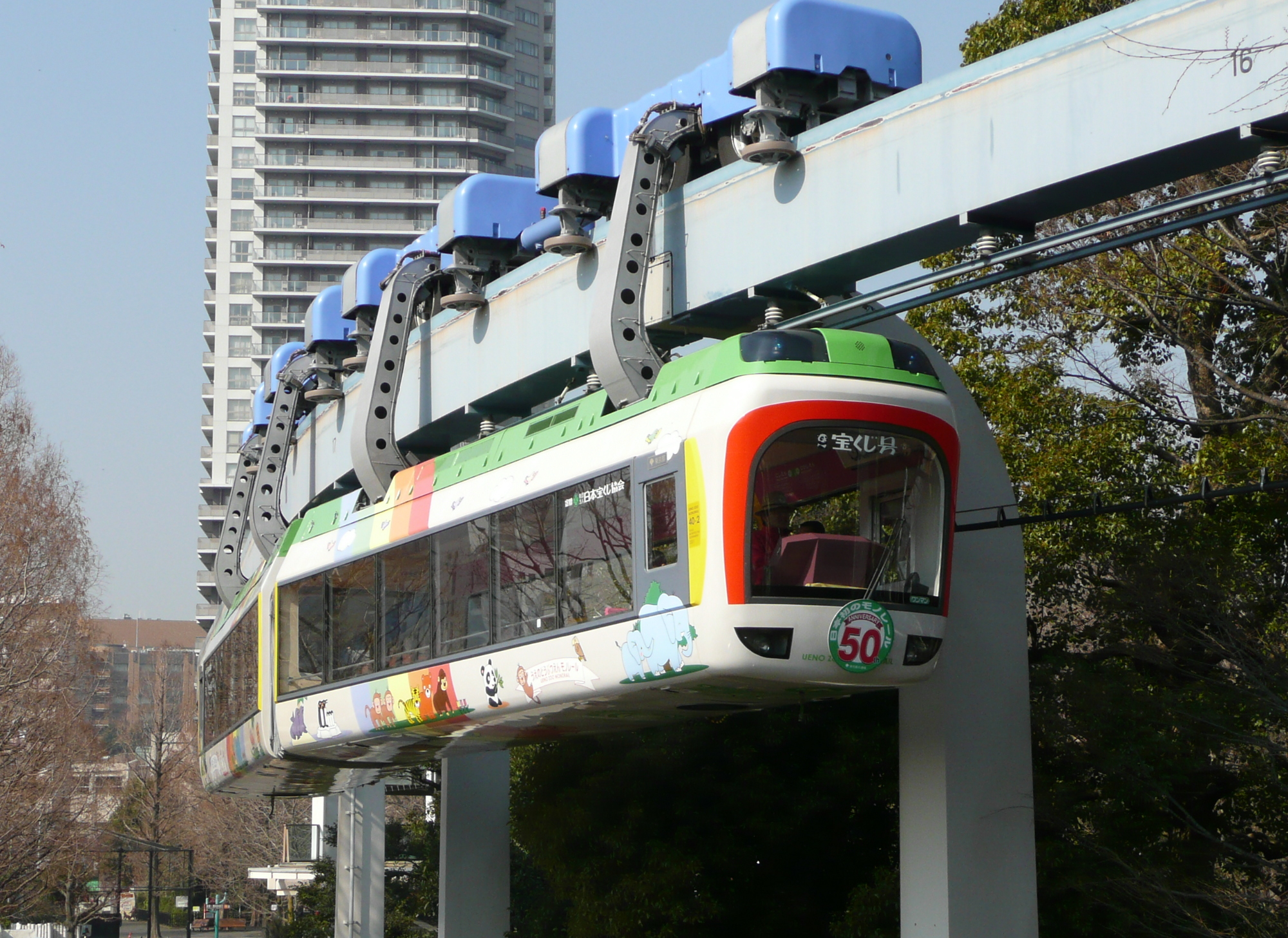
上野式（上野モノレール）
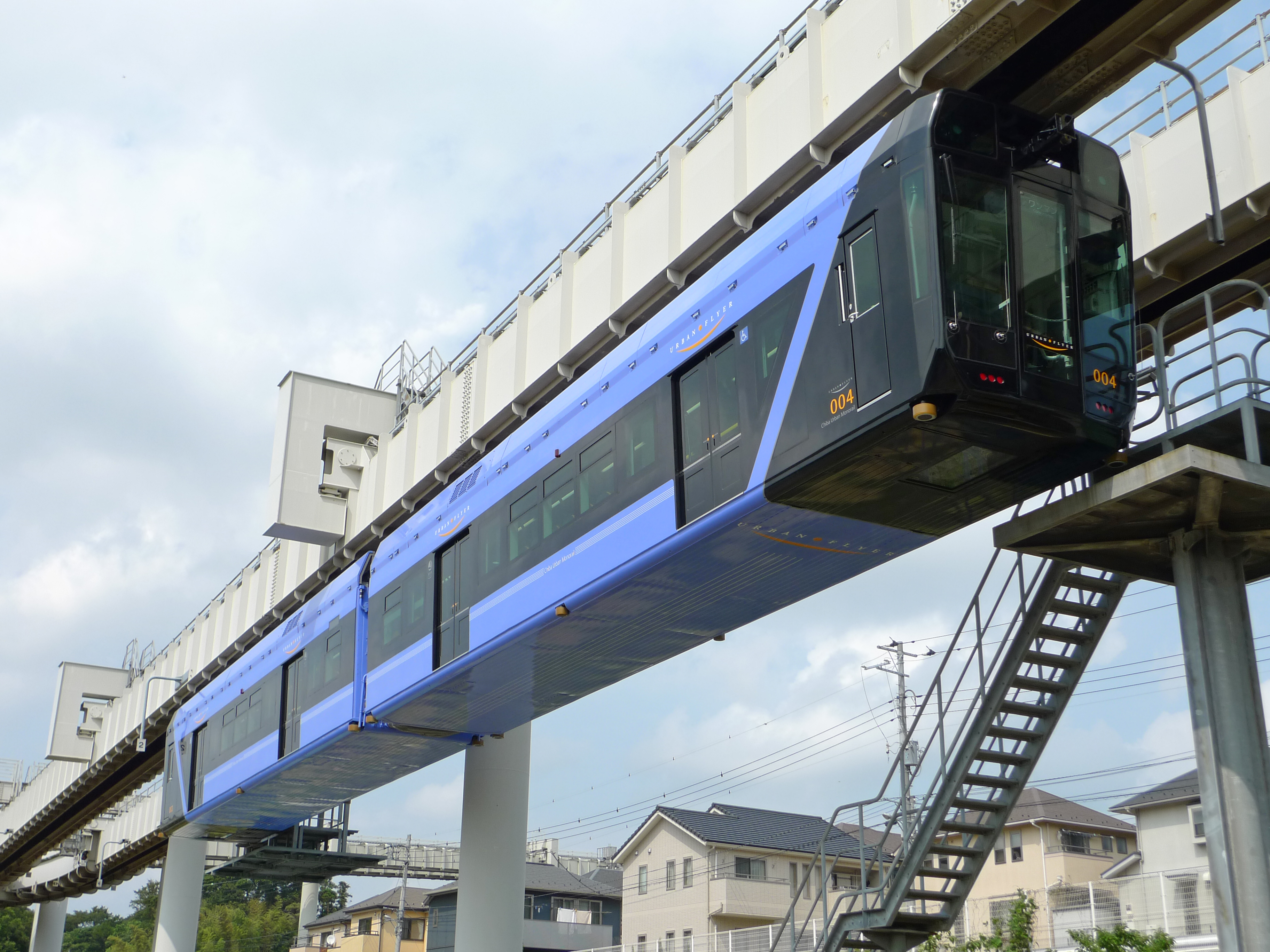
サフェージュ式（千葉都市モノレール）
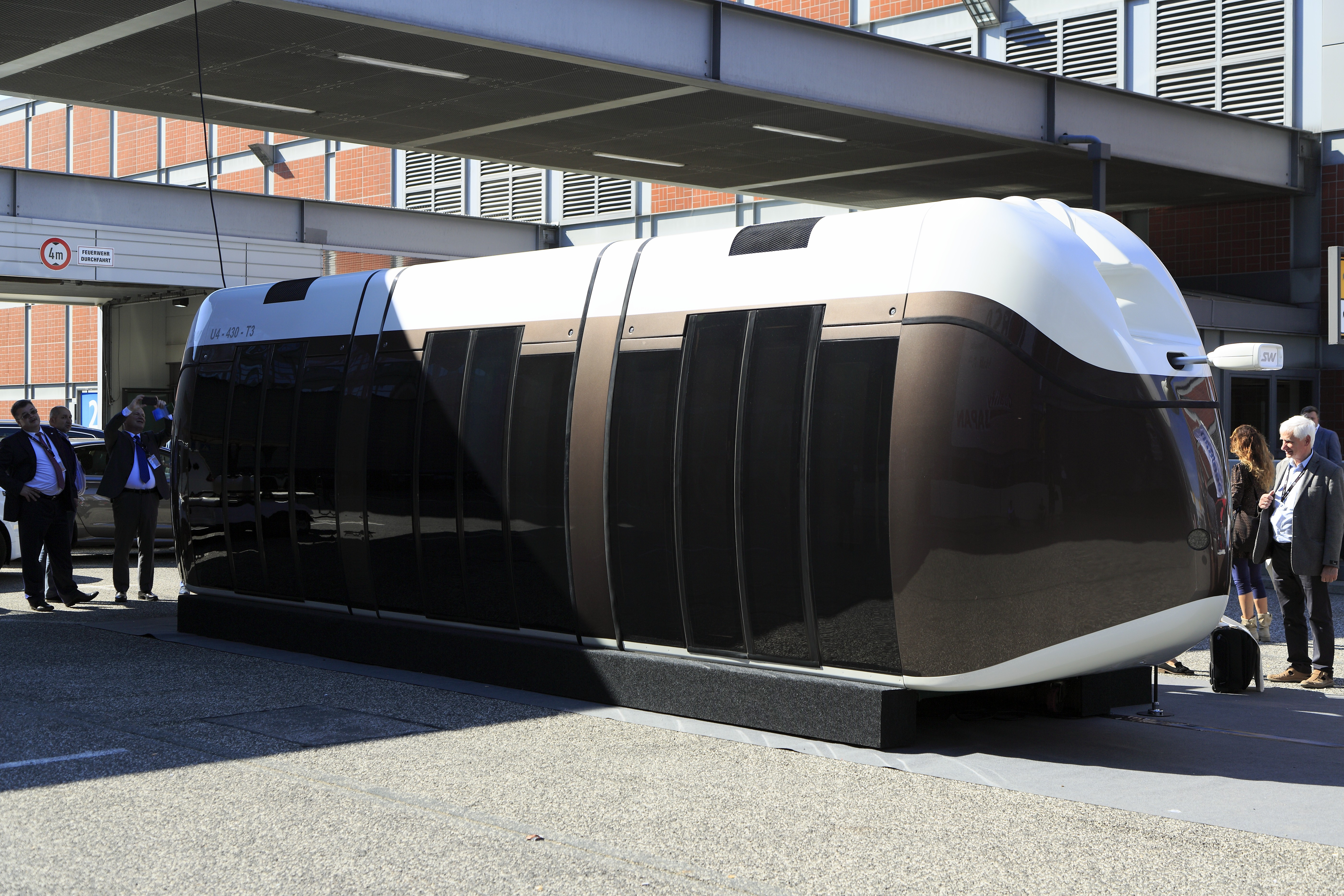
スカイウェイ
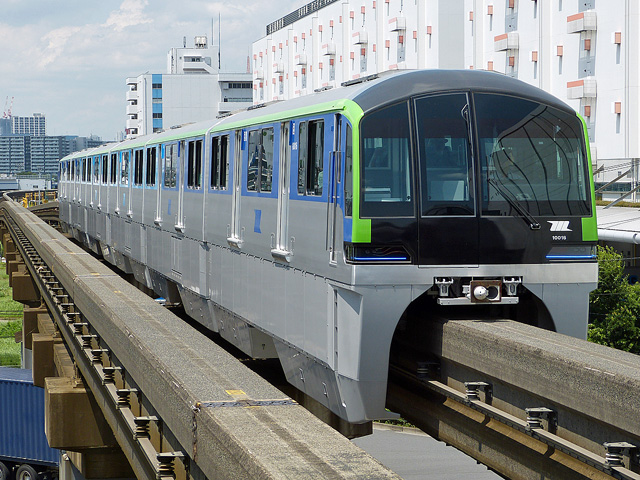
アルヴェーグ式（東京モノレール）
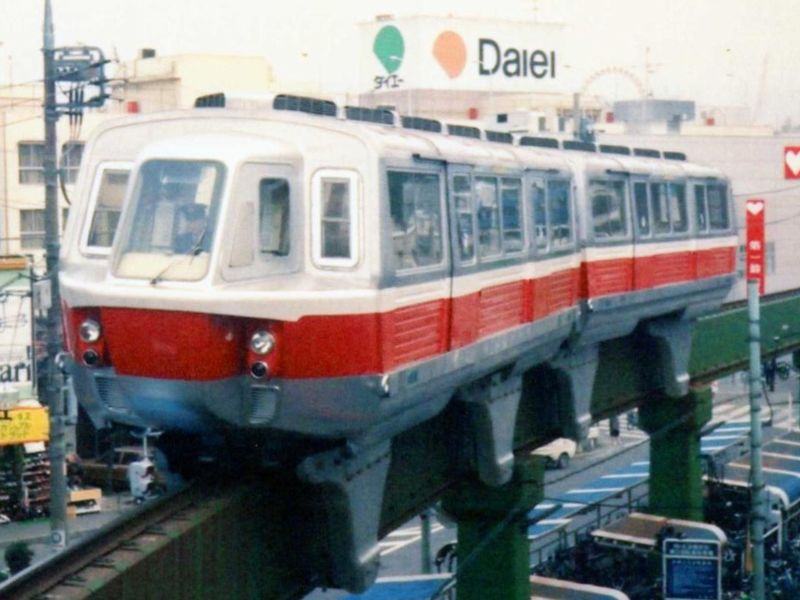
ロッキード式（向ヶ丘遊園モノレール）
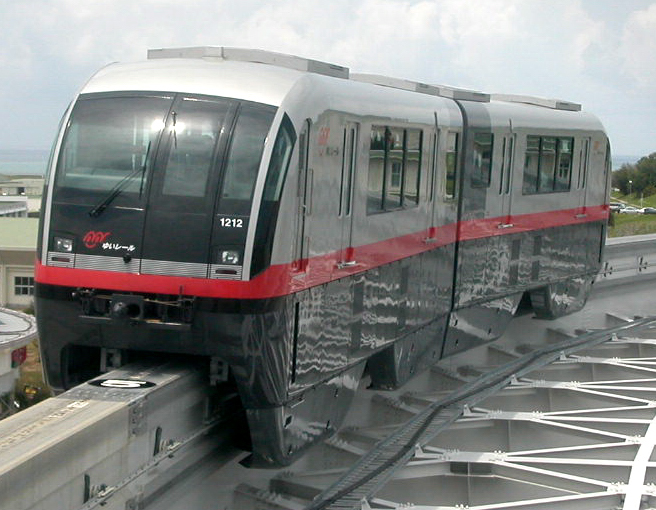
日本跨座式（ゆいレール）
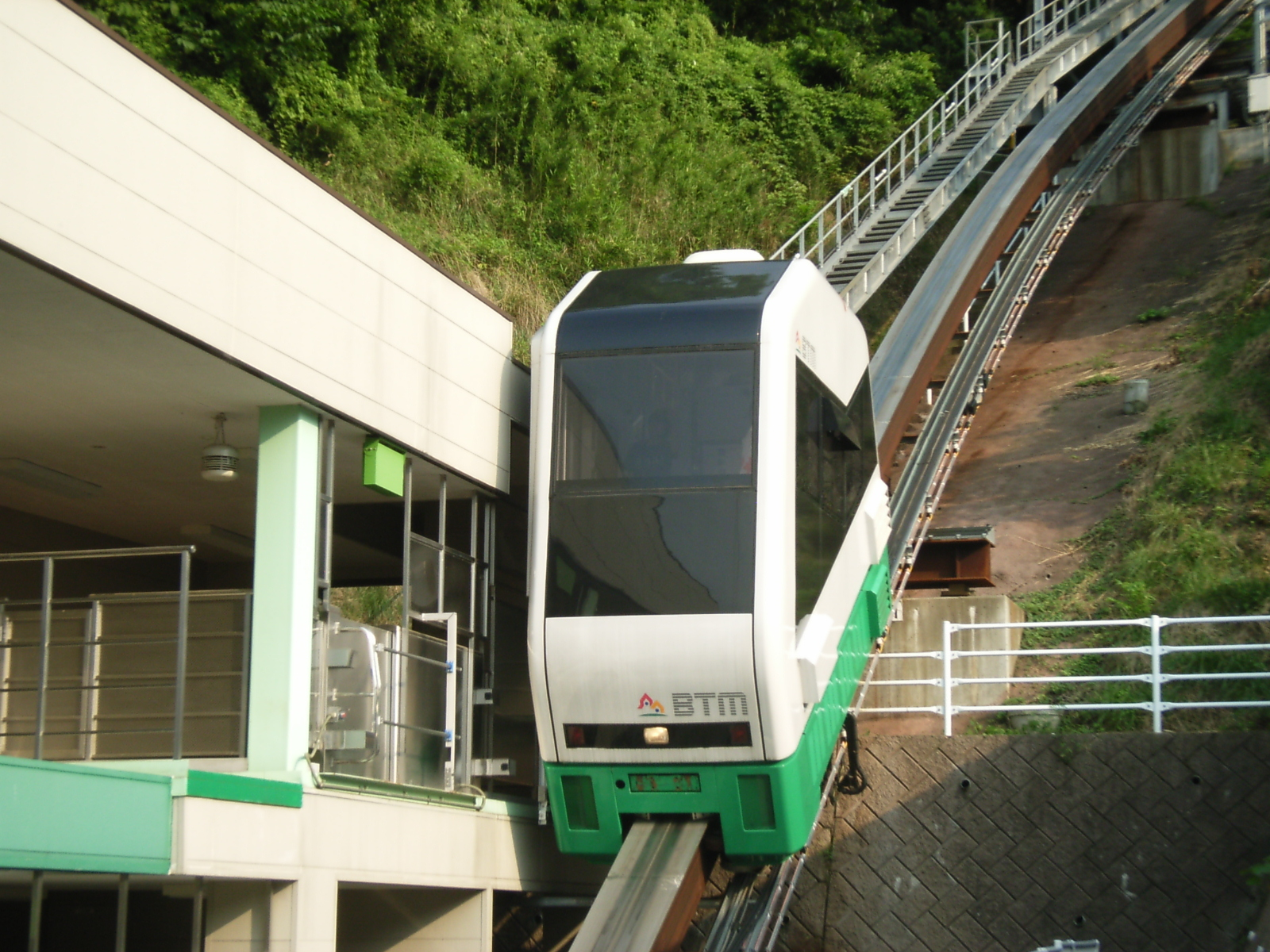
BTM（シャトル桂台）
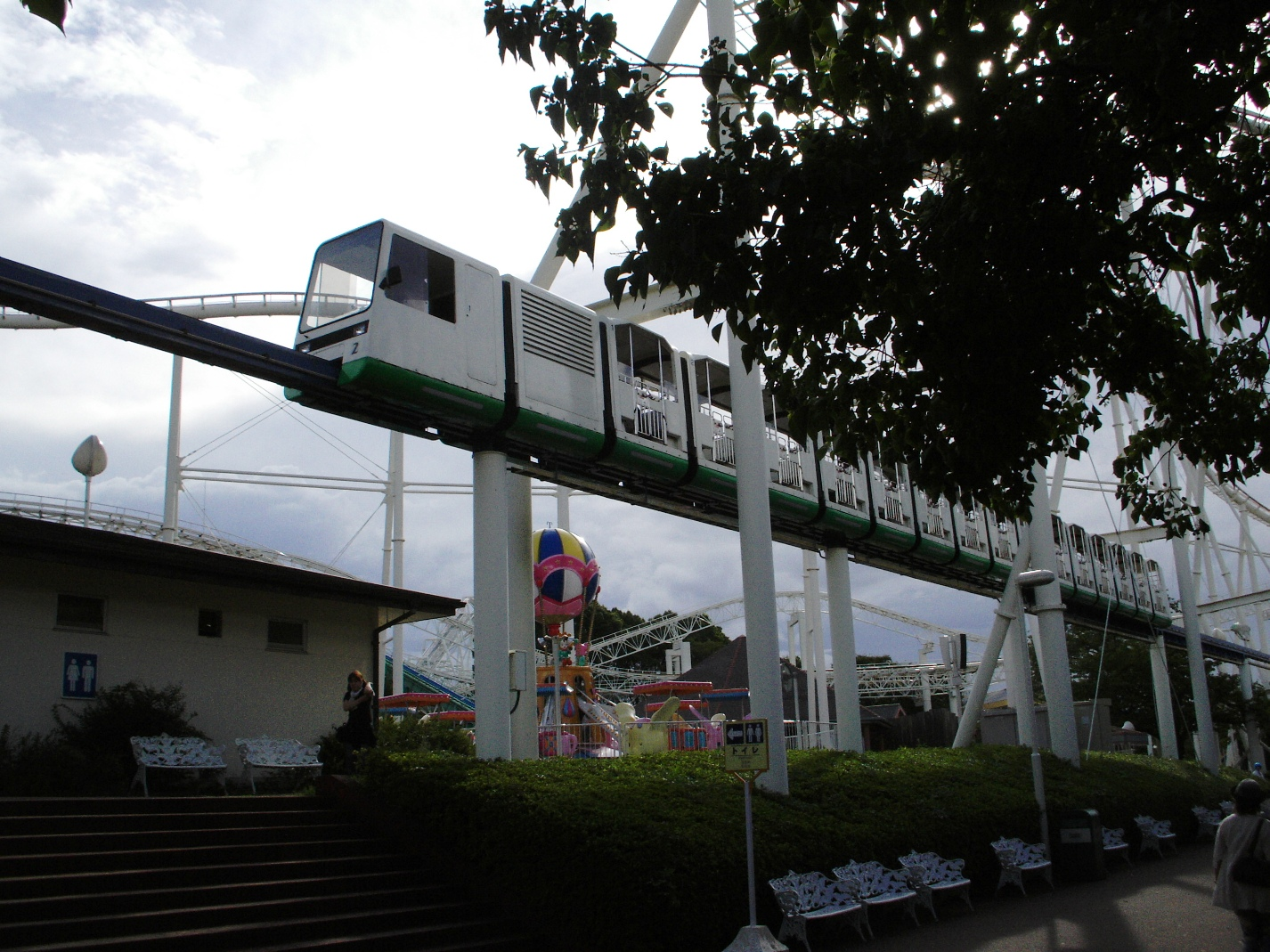
ミニレール（ビスタライナー）
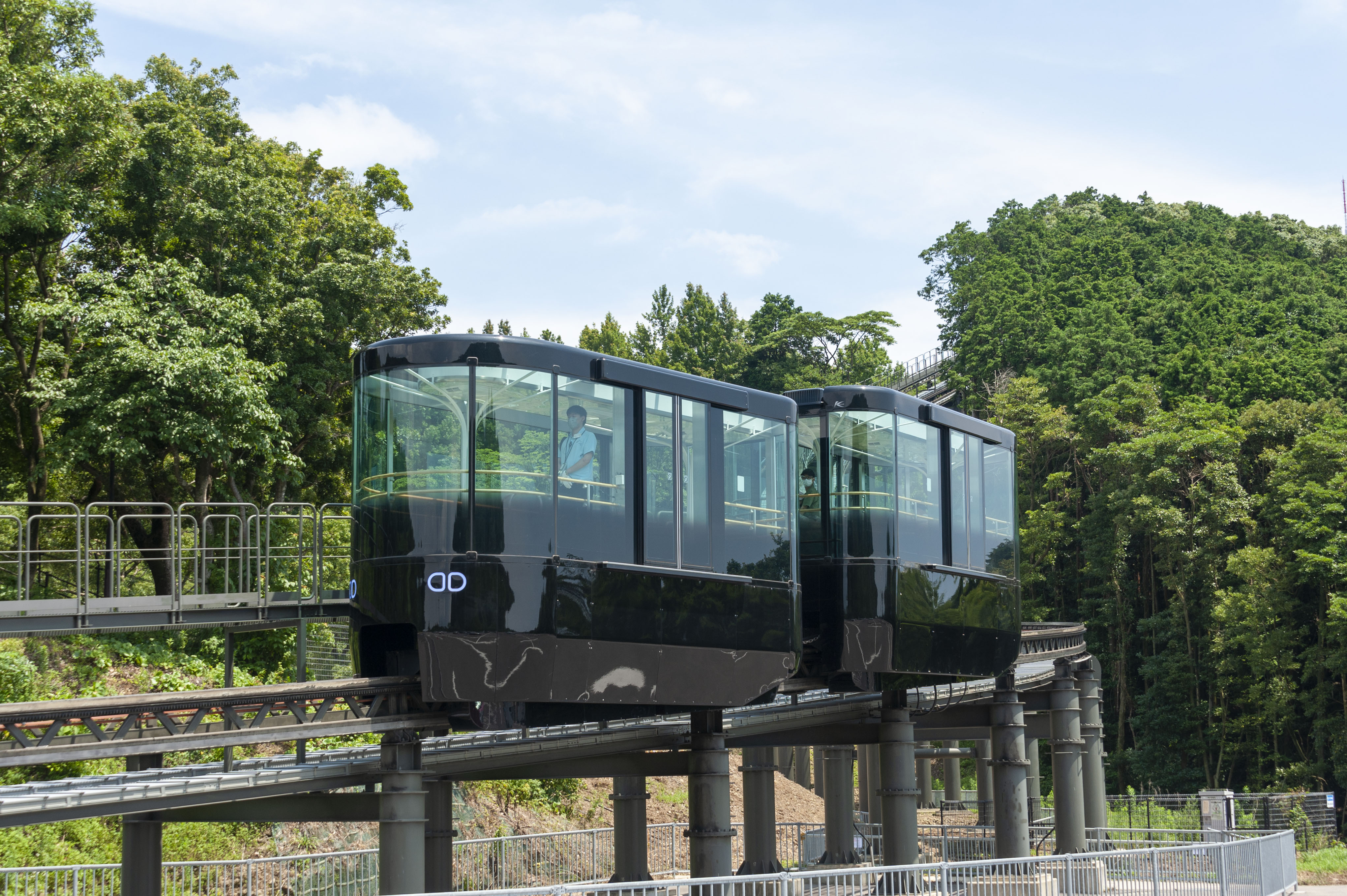
スロープカー（稲佐山）

鉄車輪式
- ライトレール (LRT：Light Rail Transit)
輸送力が軽量級な都市旅客鉄道のこと。日本国内では低床車両の路面電車を指すことが多いが、国外では他の中量軌道輸送システムを含む場合もある。
- Innovia Metro
UTDC社が開発・実用化した世界初の旅客鉄輪式リニアモーターカー。その後、技術はボンバルディア・トランスポーテーションに売却されている。
開発：UTDC（加）、ボンバルディア・トランスポーテーション（独）
- リムトレン (LIMTRAIN)
UTDC社から上記鉄輪式リニアモーターカー技術のライセンスを受け、さらに日本向けに手直ししたもの。主に日本モノレール協会が普及活動を行った。
開発：三菱重工業、日本モノレール協会
- ミニ地下鉄
従来の地下鉄よりも小型車両を用いた日本独自の交通輸送機関。鉄輪式リニアモーターカーのため「リニアメトロ」「リニア地下鉄」とも呼称される。
開発：日本地下鉄協会

- LRT（宇都宮ライトレール）
- リムトレン
- ミニ地下鉄（東西線）

索道（都市索道）
- Zippar
電動自走式の搬器を使用した索道。従来式の索道と違い、曲線や分岐を自由に設けられる。
開発：Zip Infrastructure

#### 地上動力
タイヤ走行式
- カーレーター
開発：日本コンベア
- SK
開発：Soulé（仏）、日揮
- CTM (Continuous Transit system by Magnet)
開発：川鉄商事、清水建設、古河電気工業

空気浮上式鉄道
空気を利用して車体を軌道から浮上させて推進する交通輸送機関。
- オーチス・ホバー
開発：オーチス・エレベータ・カンパニー（米）

磁気浮上式鉄道
- M-Bahn
開発：AEG（独）、神戸製鋼所

モノレール懸垂型
- スカイケーブル
動力にロープ駆動（駅構内は地上リニアモーター）を利用し、車両自体には駆動装置が無い。レールで分類される場合は前述のIビーム式となる。
開発：神戸製鋼所、三菱重工業、新潟鐵工所、清水建設、日本ケーブル

鋼索式鉄道（ケーブルカー）
- ケーブル・ライナー
開発：ドッペルマイヤー・ケーブル・カー（墺）
- ミニメトロ
開発：ポマ（仏）、ライトナー・グループ（伊）

索道（都市索道）
- フニテル
開発：ドッペルマイヤー・ガラベンタ・グループ（墺）、ポマ（仏）など
- 3Sロープウェイ
開発：ドッペルマイヤー・ガラベンタ・グループ（墺）、ライトナー・グループ（伊）など

ローラーコースター
- エコライド
開発：泉陽興業

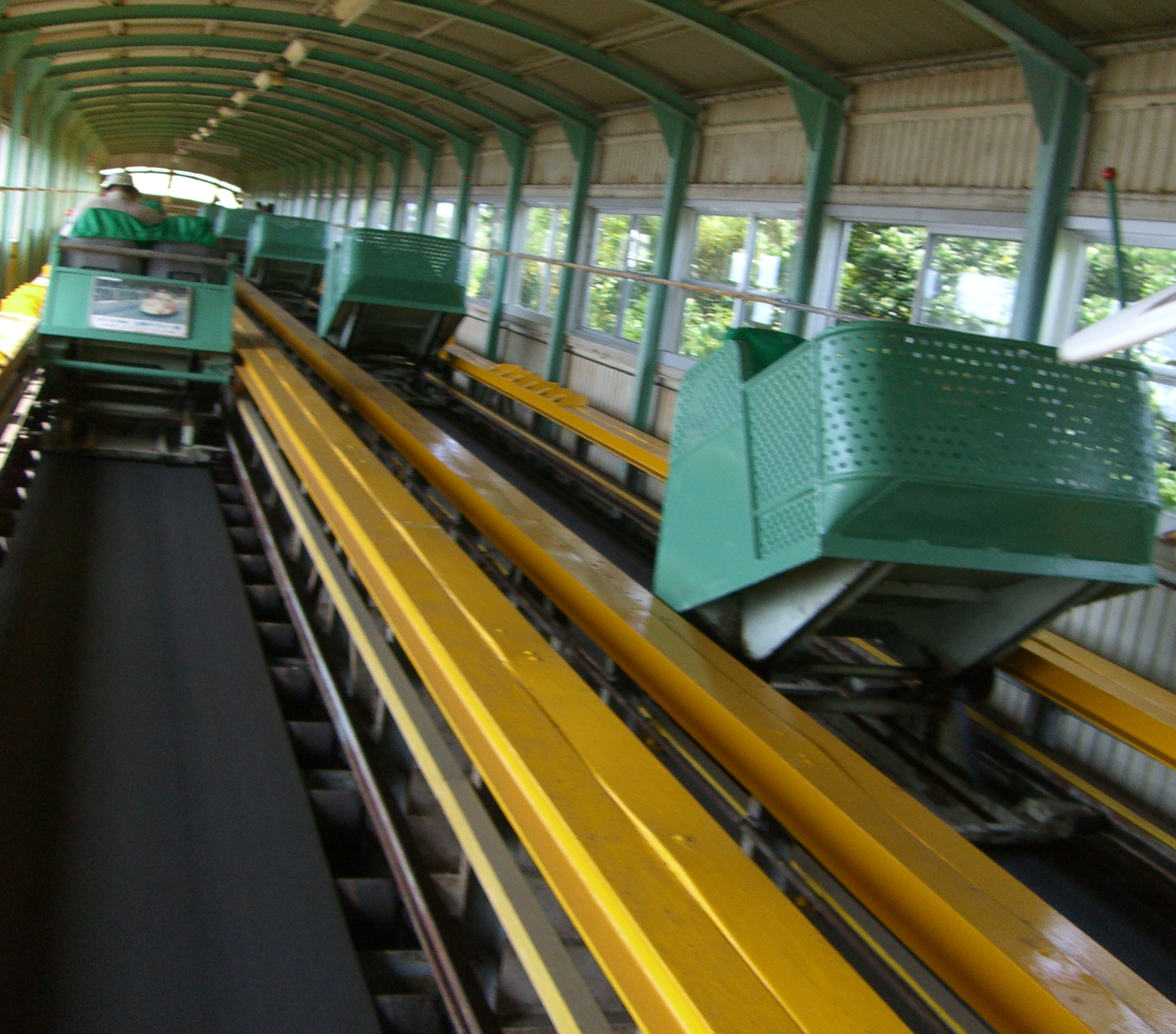
カーレーター（須磨浦山上遊園）
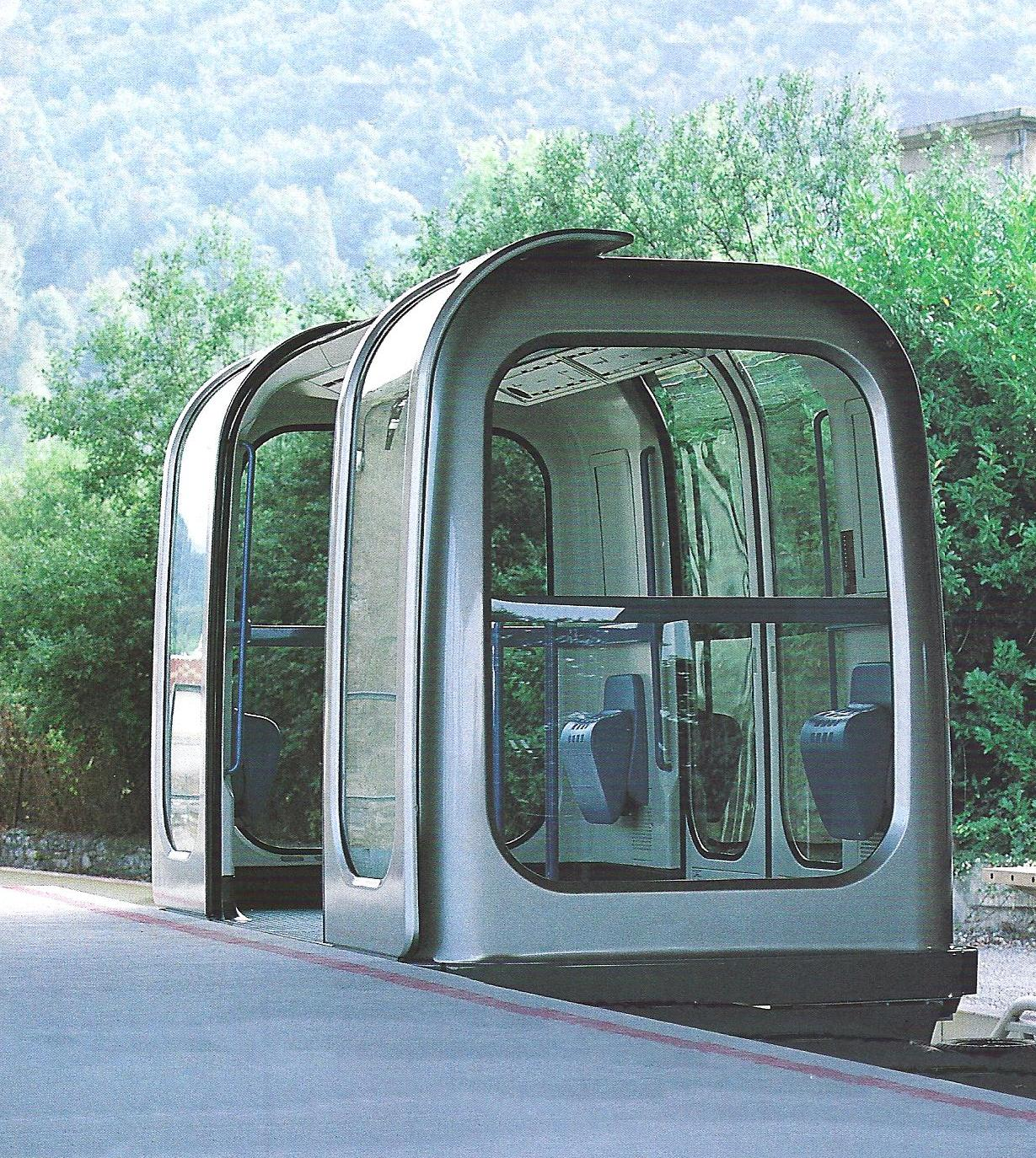
SK（仏：SK 6000）
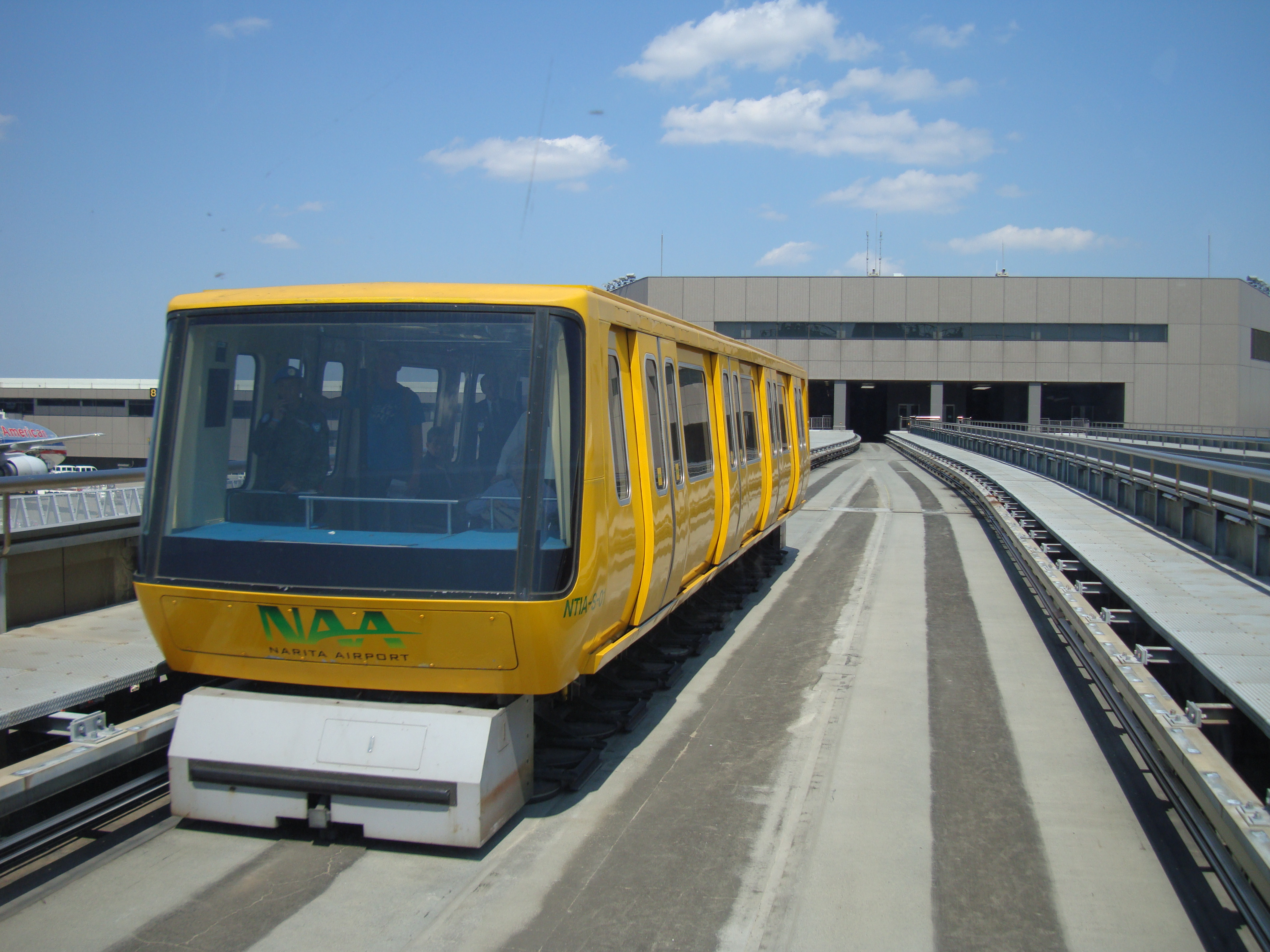
オーチス・ホバー（成田空港第2ターミナルシャトルシステム）
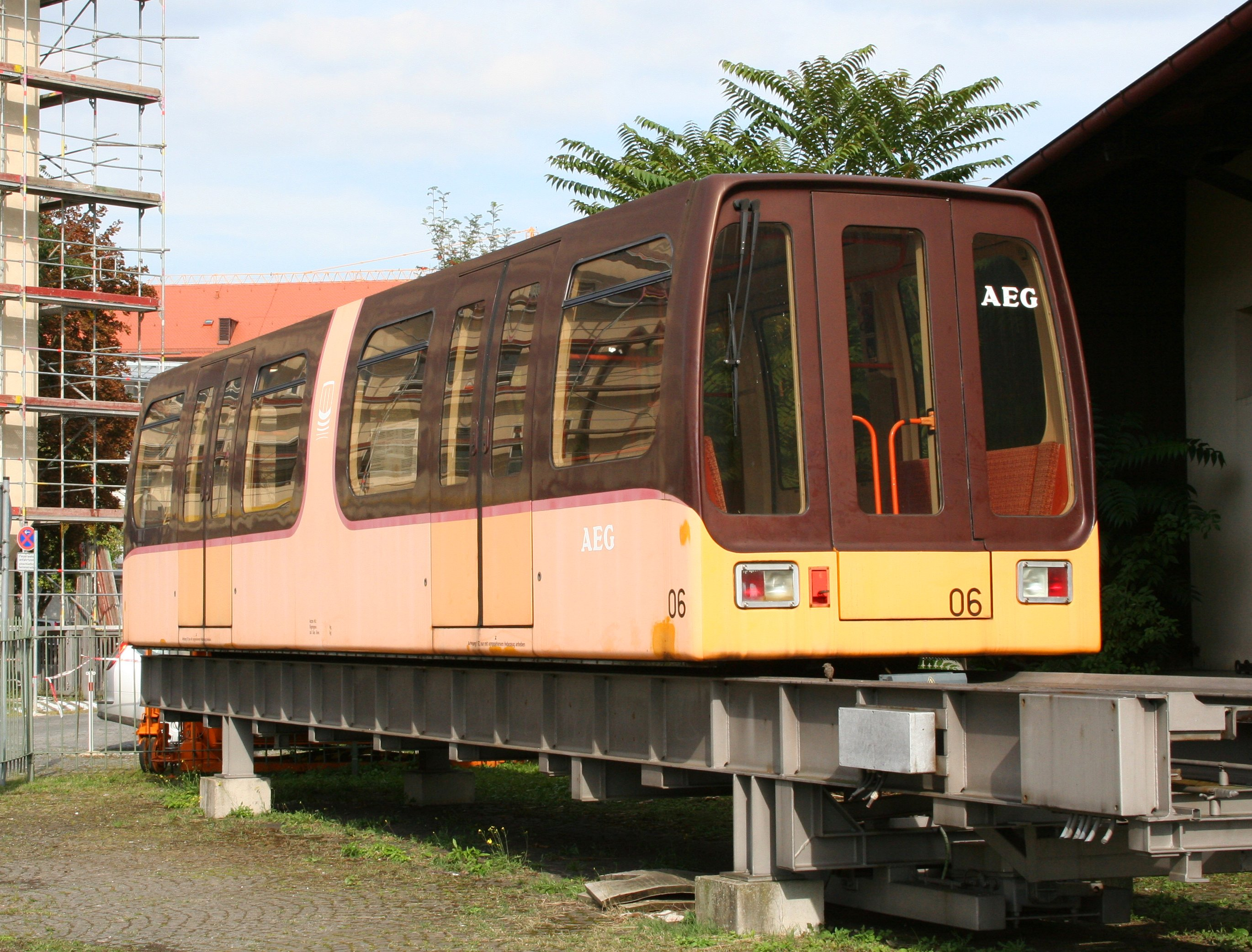
M-Bahn（独）
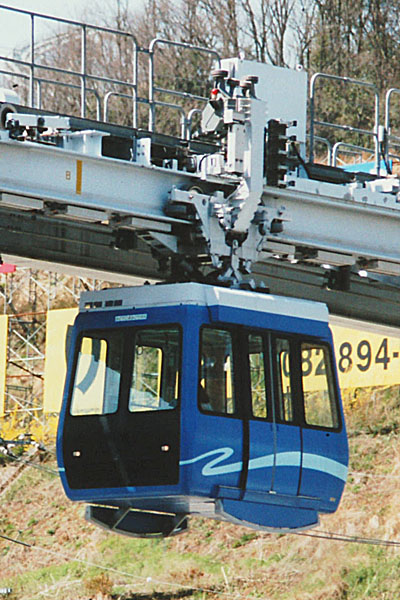
スカイケーブル（スカイレール）
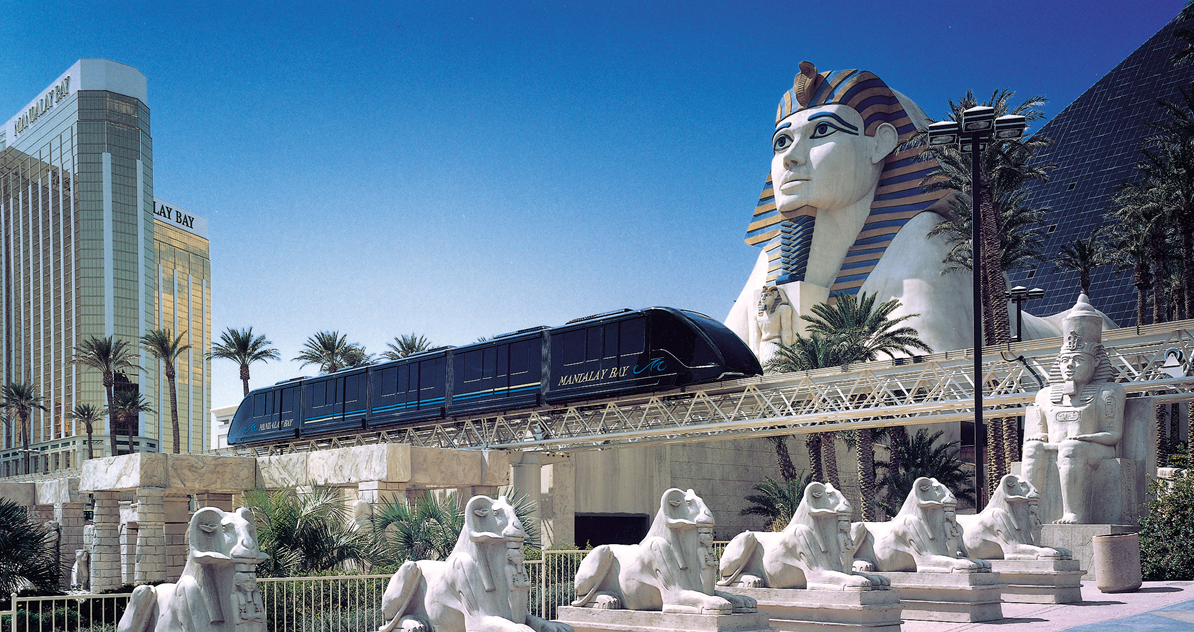
ケーブル・ライナー（米：マンダレイ・ベイ・トラム）
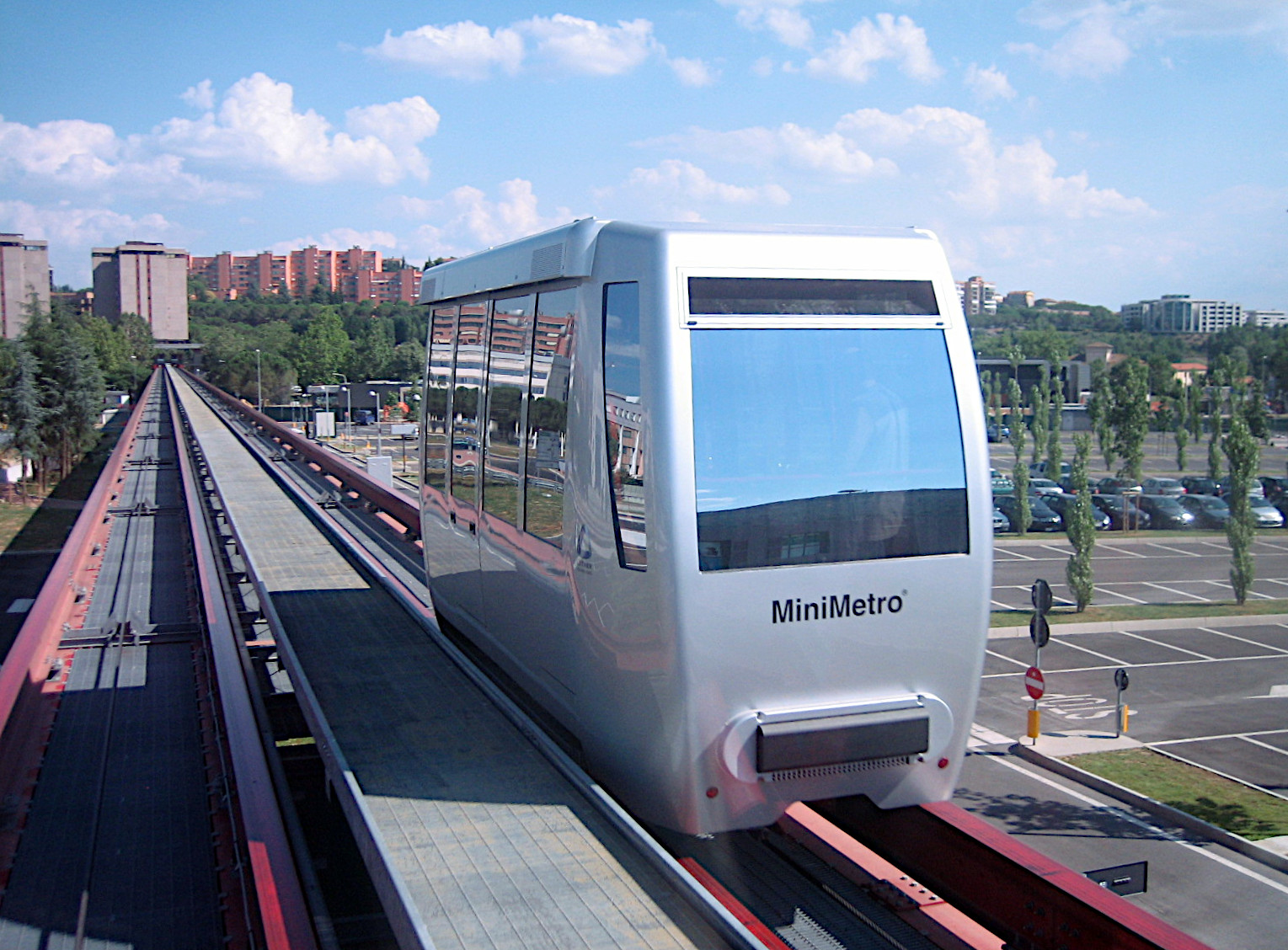
ミニメトロ（伊：ペルージャ・ピープル・ムーバー）
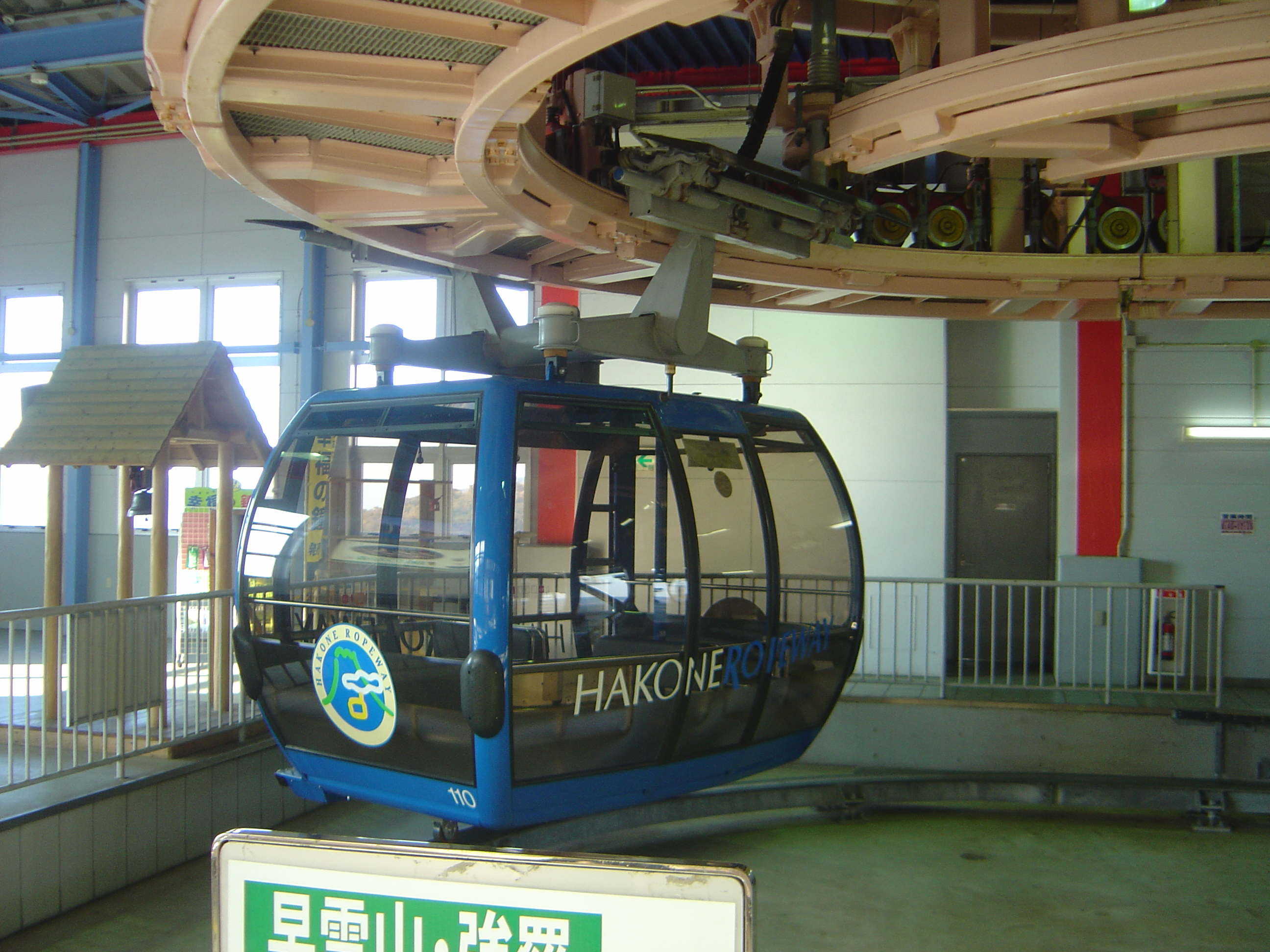
フニテル（箱根ロープウェイ）
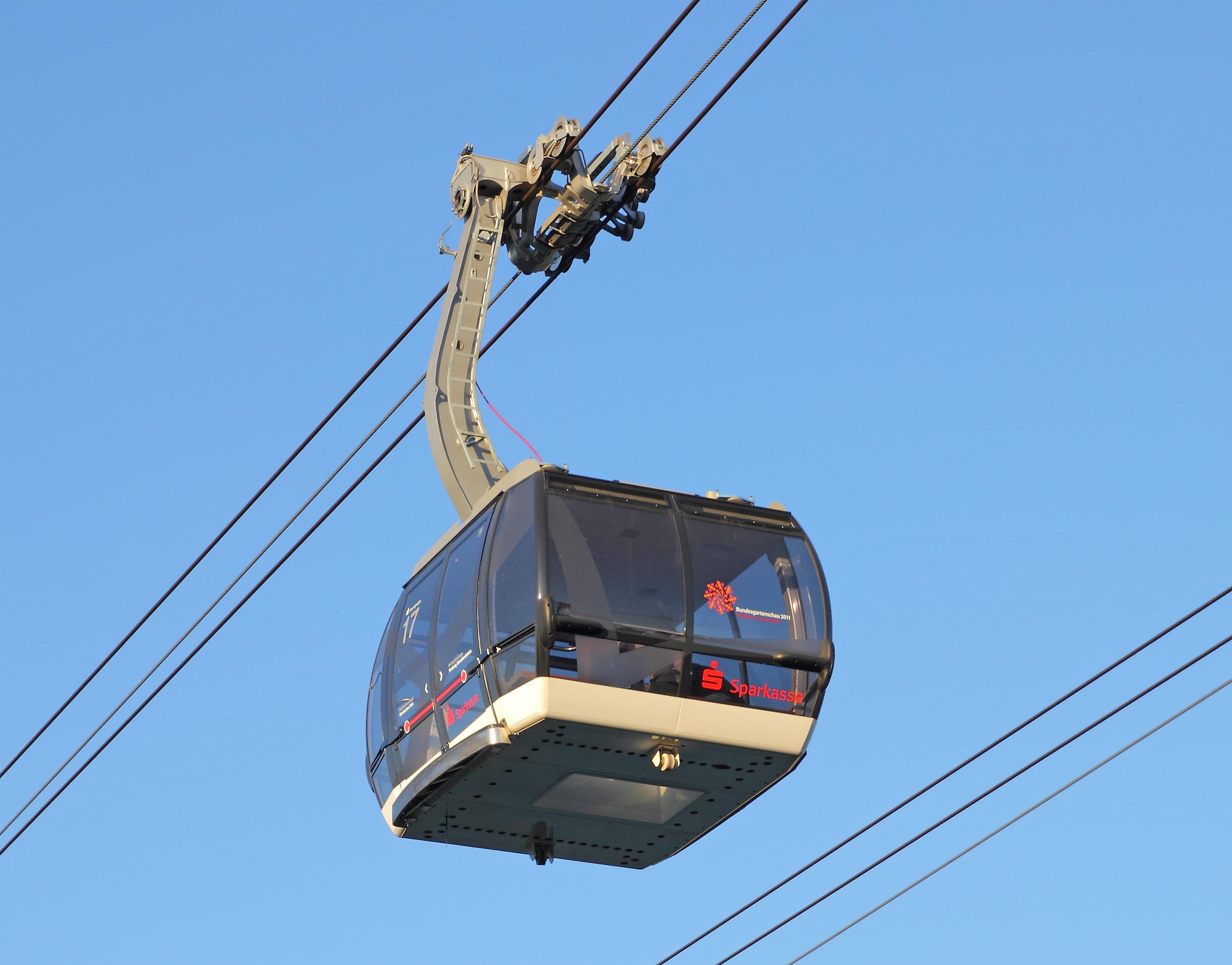
3Sロープウェイ（独：BUGAザイルバーン）

### 無軌道輸送システム
- デマンドバス
利用者の要求に対応して運行する形態のバス。
- バス・ラピッド・トランジット (BRT：Bus Rapid Transit)
バスを利用した交通輸送機関。二連節バスを用いられる場合が多く、日本の多くの都市で導入が検討されている。

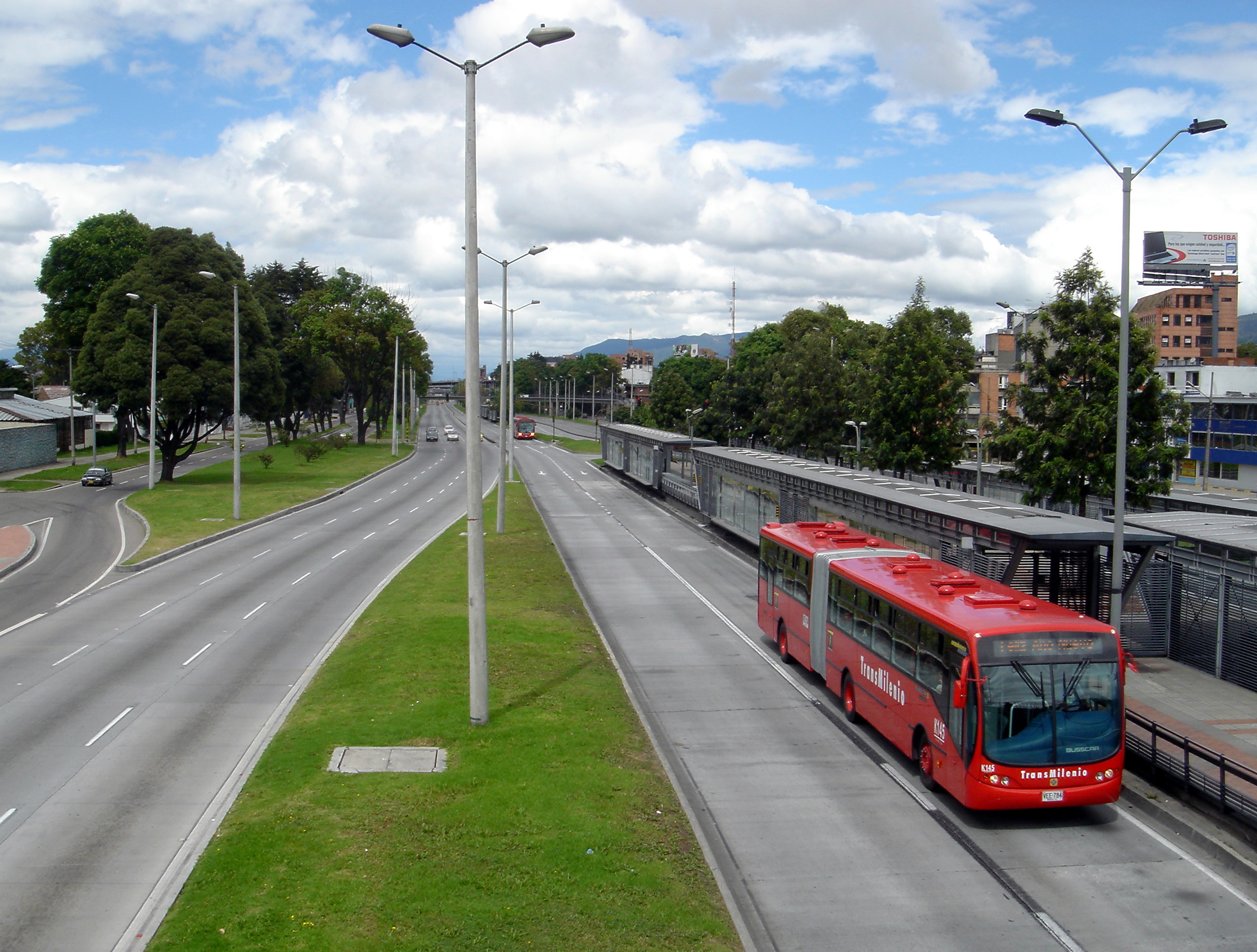
BRT（コロンビア：TransMilenio）

### 複合輸送システム
- デュアル・モード・ビークル (DMV：Dual Mode Vehicle)
列車が走るための軌道と自動車が走るための道路の双方を走ることができる交通輸送機関。
開発：北海道旅客鉄道、日本除雪機製作所、トヨタ自動車、日野自動車、富士重工業
- ガイドウェイバス
専用バス車両を使用し、専用軌道と自動車が走るための道路の双方を走ることができる交通輸送機関。日本国内のシステムでは将来需要により AGT へ転換できる[7]。
開発：建設省、神戸製鋼所、三菱重工業、日本車輌製造、新潟鐵工所、西武建設、東急建設、熊谷組
- IMTS（Intelligent Multimode Transit System）
一般道では通常のバスとして、専用道では自動運転で走行可能である、電波磁気誘導式のバスシステム。高度道路交通システムの一種でもある。
開発：トヨタグループ

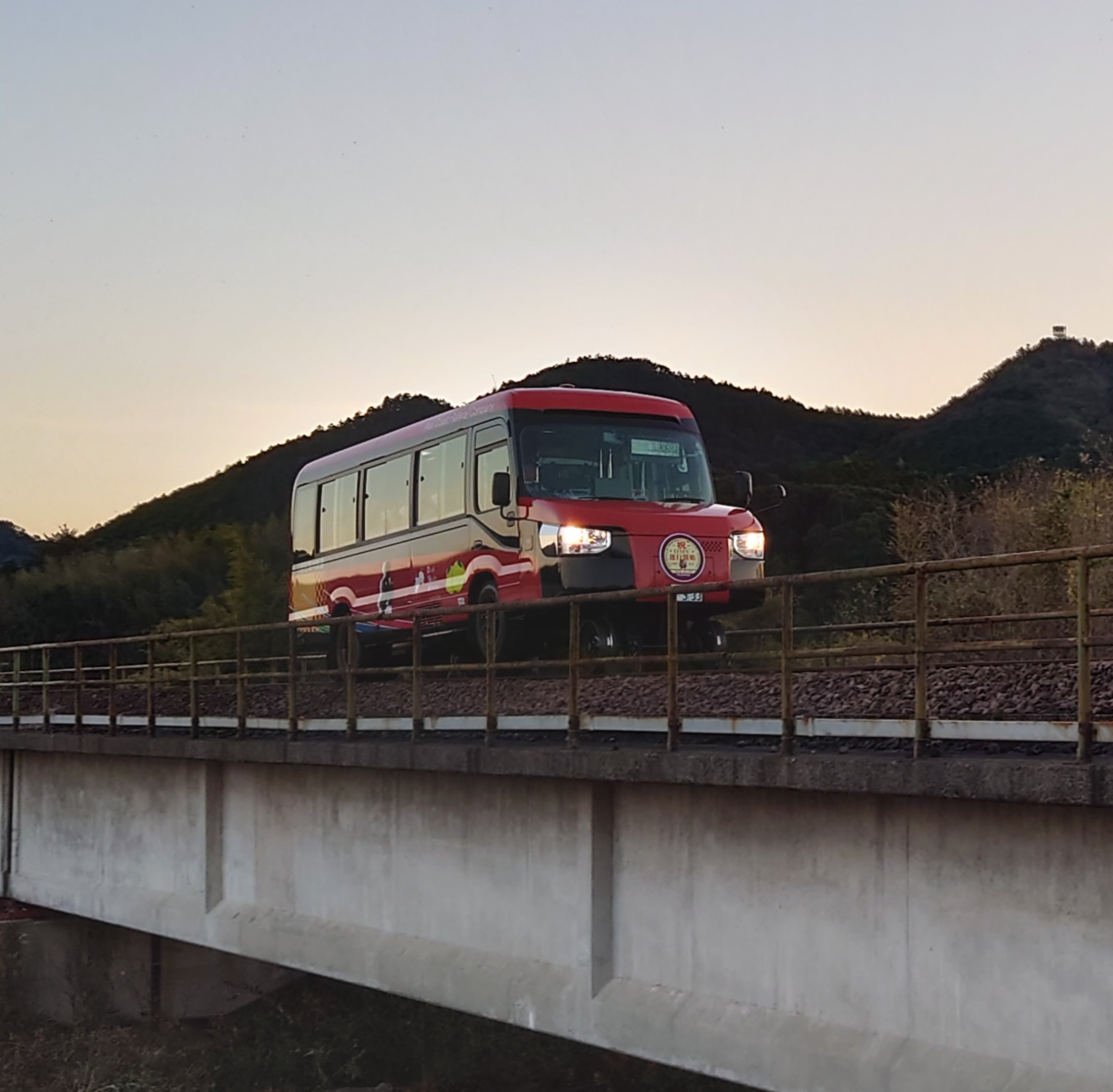
DMV（阿佐東線）
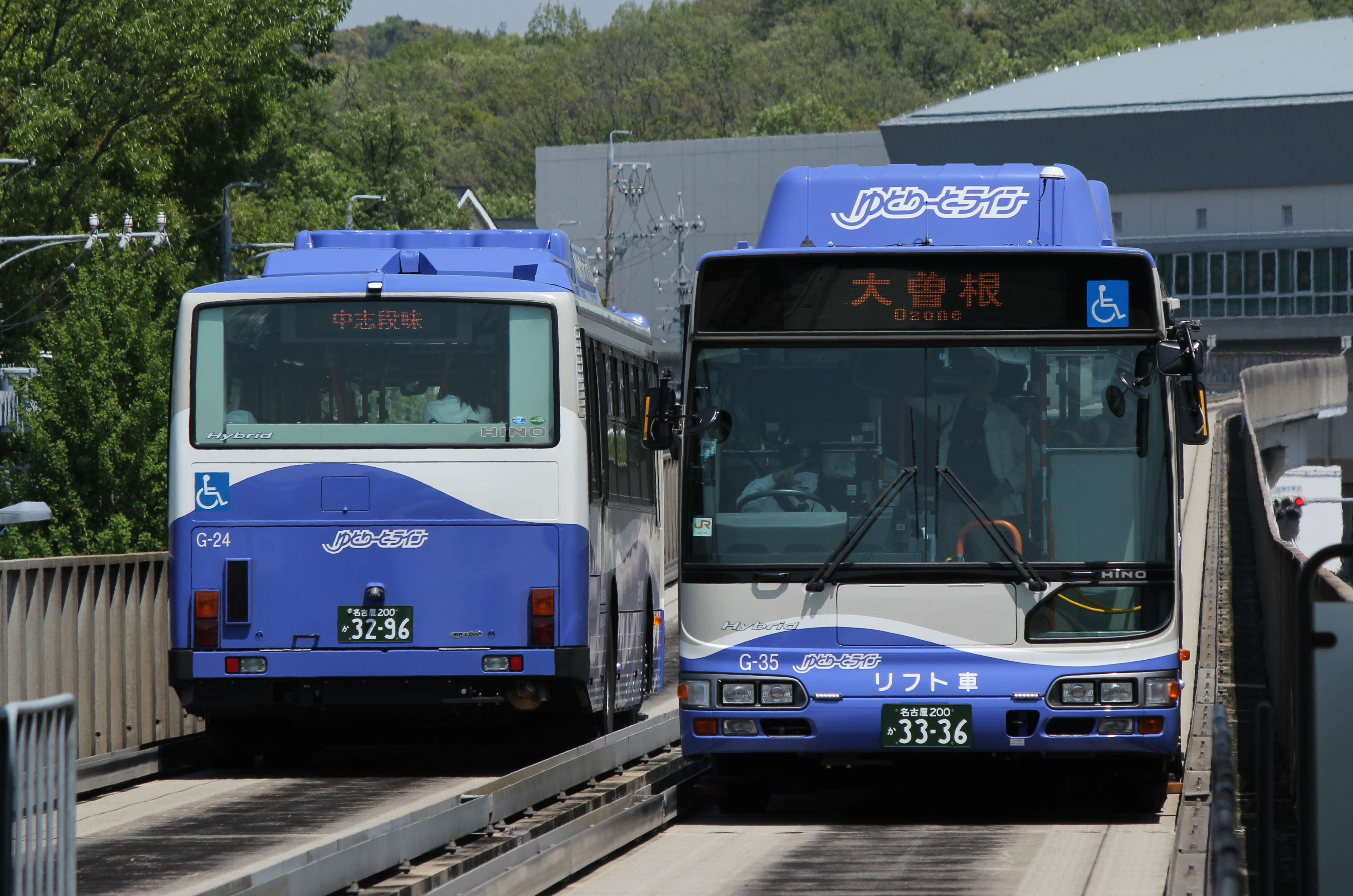
ガイドウェイバス （志段味線）
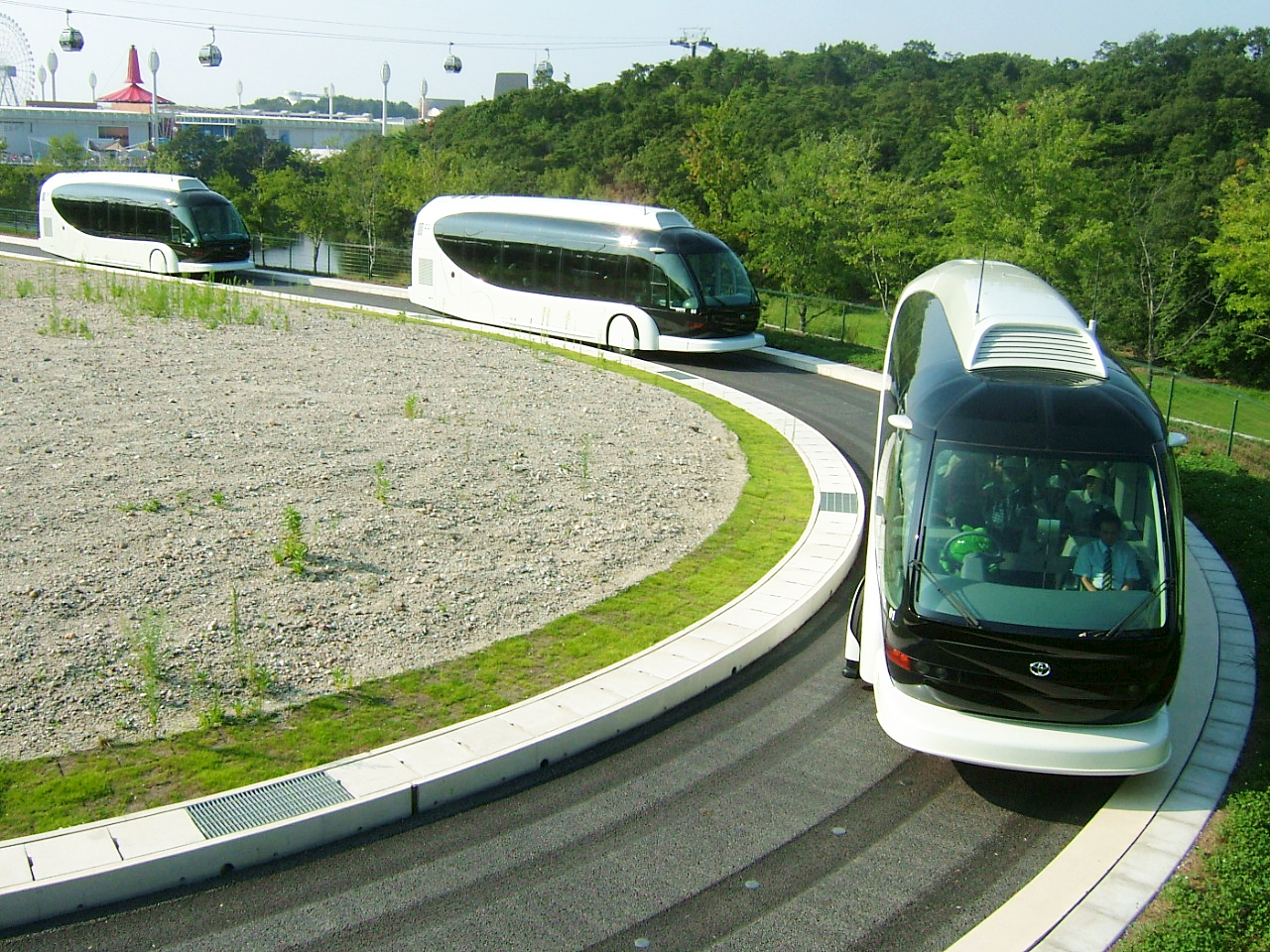
IMTS（愛・地球博線）